# Casa Loma
Pour les articles homonymes, voir Casa Loma (Montréal) et Loma.
Casa Loma (de l’espagnol : maison sur la colline) est une maison bourgeoise située sur la colline de Davenport à Toronto au Canada.
Cette maison est la résidence de Sir Henry Pellatt de 1914 à 1923. Ce dernier est contraint en 1923 d’abandonner sa résidence pour des raisons financières. En 1925, l’architecte William Sparling propose de convertir la maison en hôtel de luxe. On lui accorde la même année un prêt à long terme pour le concevoir, mais l’idée est définitivement abandonnée en 1929 lors de la crise économique. En 1933, la maison est prise en paiement par la Ville de Toronto pour taxes impayées. Dès lors, plusieurs projets sont proposés afin de donner une nouvelle vocation à l’édifice. La Ville de Toronto considère même de démolir la résidence. En 1937, le Kiwanis Club of West Toronto conclut un bail avec la Ville de Toronto pour occuper la résidence et la convertit en un site d’attraction touristique, l’ouvrant ainsi au grand public. En 2011, la Casa Loma Corporation succède au Kiwanis Club of West Toronto et administre temporairement le domaine de Casa Loma jusqu'à la signature d'un bail avec le Liberty Entertainment Group en octobre 2013 qui gère désormais l'ancien domaine d'Henry Pellatt.
Construite entre 1911 et 1914, cette résidence est conçue et réalisée par l’architecte Edward James Lennox dans une combinaison de styles architecturaux propres à l’esprit éclectique de l’époque. Elle réunit ainsi notamment les styles normand, néogothique, roman tardif et Scottish baronial. L’architecte Lennox définissait l’architecture de Casa Loma comme « French Baronial » (littéralement de l'anglais : « style seigneurial français »), un terme inventé par lui. Le château de Balmoral est une source d’inspiration importante dans la conception de Casa Loma. Sa construction coûte à l’époque environ 3,5 millions de dollars et près de trois cents hommes participent à son édification.
Le domaine de Sir Henry Pellatt comprend la maison (incluant le quartier des domestiques), le parc ou jardin, l’écurie, la remise (dite « pavillon de chasse ») et l’abri de jardin pour une superficie totale d’environ 31 889 m2 (343 253 p2). La maison (incluant le quartier des domestiques, mais excluant les autres dépendances) compte 98 pièces pour une superficie d’environ 6 011 m2 (64 700 p2).
Ce domaine fait l’objet d’une mesure de protection. Le domaine de Casa Loma est protégé en vertu de la partie IV de la Loi sur le patrimoine de l'Ontario depuis 1987. De plus, un projet d’accorder une aire de protection à Casa Loma (Toronto Heritage Conservation Districts) est en cours d’étude depuis décembre 2005.

## Localisation

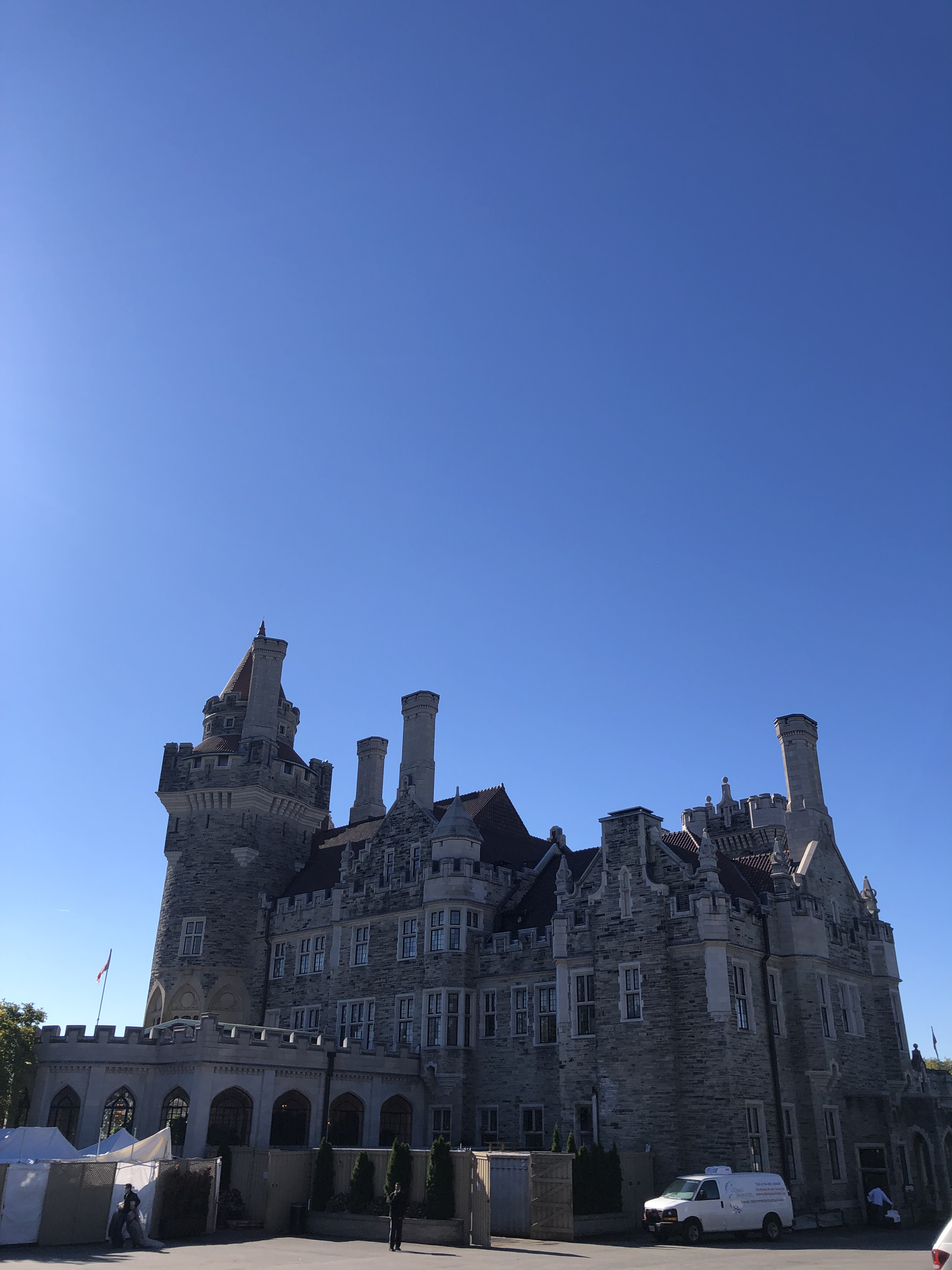
Vue du château casa loma, octobre 2021

Casa Loma est située au 1 de la  terrasse Austin à Toronto en Ontario, au Canada. Elle est localisée à environ 4,4 km du centre-ville de Toronto. La maison se trouve plus précisément sur un escarpement connu sous le nom de colline de Davenport, dominant la rue Davenport.
L’écurie est située au 330 de la rue Walmer alors que le pavillon de chasse est localisé au 328 de la rue Walmer, tous les deux situés à environ 244 mètres au nord de la résidence.
Le site est desservi par les stations de métro Dupont, Spadina, St. Clair West et St. Clair de la ligne Yonge-University-Spadina. Un stationnement payant est prévu pour les visiteurs.

## Historique

### 1903 à 1911: Achat de terres et conception

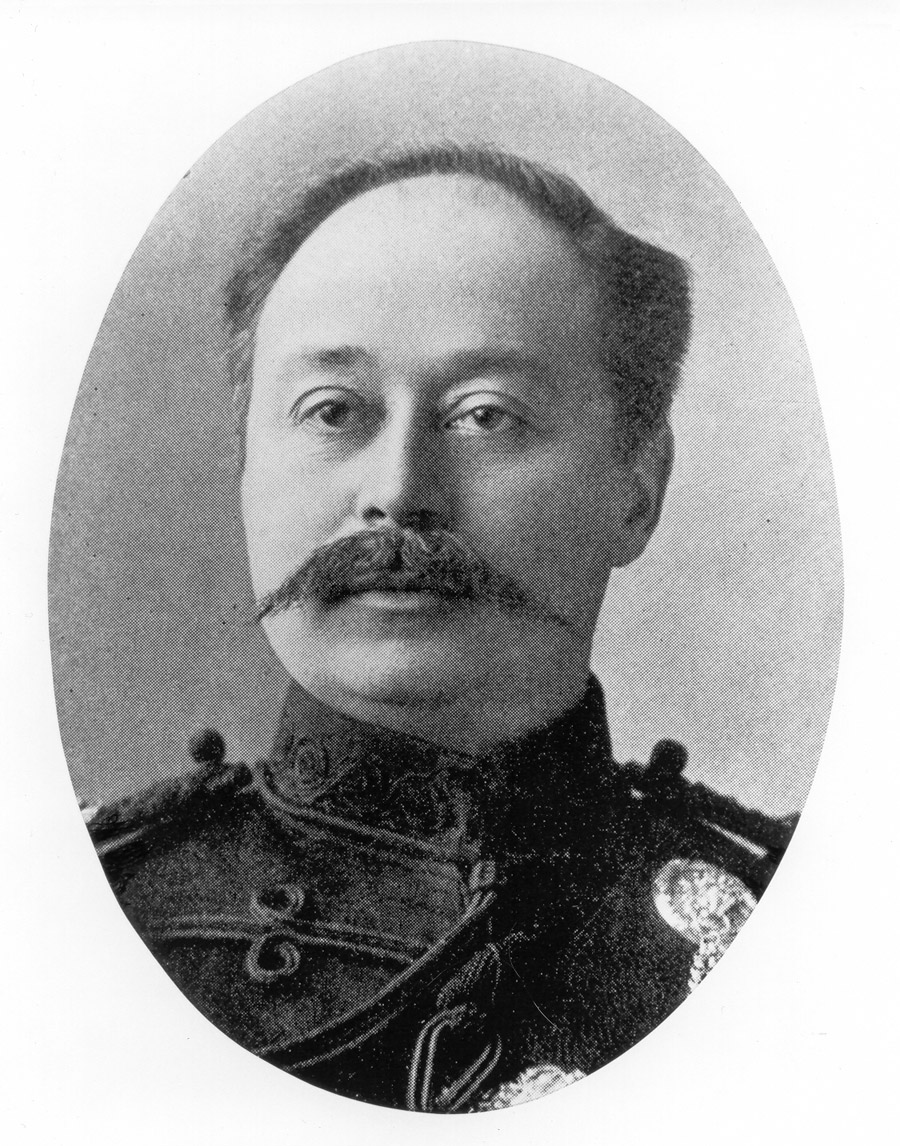
Sir Henry Pellatt

En 1903, Henry Pellatt et sa femme Mary visitent un terrain de 60 703 mètres carrés  située sur la colline de Davenport au-delà des limites de la Ville de Toronto. Dès lors, le couple est convaincu que ce terrain est le meilleur endroit pour ériger leur maison de rêve : il offre depuis la colline une vue imprenable sur la Ville et même du lac Ontario. Henry achète alors le terrain, le mettant au nom de sa femme, Mary.
Ayant un intérêt pour la spéculation immobilière, Henry achète aussi en 1905 une parcelle de terrain ayant servi de terrain de golf privé pour Albert Austin, un voisin de Henry. Il achète également en 1908 un autre lot de terrain près de l’avenue Saint-Clair Ouest et de la rue Bathurst. Henry subdivise une partie de tous ses terrains en soixante-huit lots qu’il revend par la suite,. Il affirme avoir fait un profit d’un million de dollars, mais le produit des ventes des lots a été loin d’atteindre ce montant et encore moins pour couvrir le coût prochain de la construction de Casa Loma. Cela n’arrêta guère Henry Pellatt à réaliser son rêve.
Vers 1905, Henry Pellatt commande à l’architecte Edward James Lennox la conception de Casa Loma et ses dépendances. Henry lui indique sa vision : un grand et imposant château d’influence classique et médiévale tout en étant moderne et pratique. L’architecte part alors en Europe pour aller étudier divers styles architecturaux pouvant convenir à Casa Loma. Il ramène de son voyage des centaines de croquis qui l’aident dans son entreprise.
Vers 1906, l’architecte Lennox débute par construire l’écurie, la remise, l’abri de jardin, la fermette et la serre. Il construit également une immense chaudière pour chauffer éventuellement la résidence et ses dépendances. L’ensemble coûte à l’époque 250 000 $,.
Bien qu’il songe à la construction de Casa Loma depuis 1906, l’architecte Lennox ne s’attarde sérieusement à sa conception qu’en 1909. Sir Henry a une influence majeure dans la conception finale de Casa Loma. Il veut, entre autres, que sa résidence soit conçue de manière à y héberger éventuellement le plus grand musée militaire occidental. D'ailleurs, tout est prévu à cet effet : les planchers de la maison sont conçus pour supporter de lourds équipements militaires.
En 1909, un permis de construction est émis pour permettre les travaux d’excavation qui commencent la même année. Toutefois, tous les travaux sont suspendus lorsque Sir Henry doit s’absenter pour des raisons militaires.

### 1911 à 1914: Construction de Casa Loma

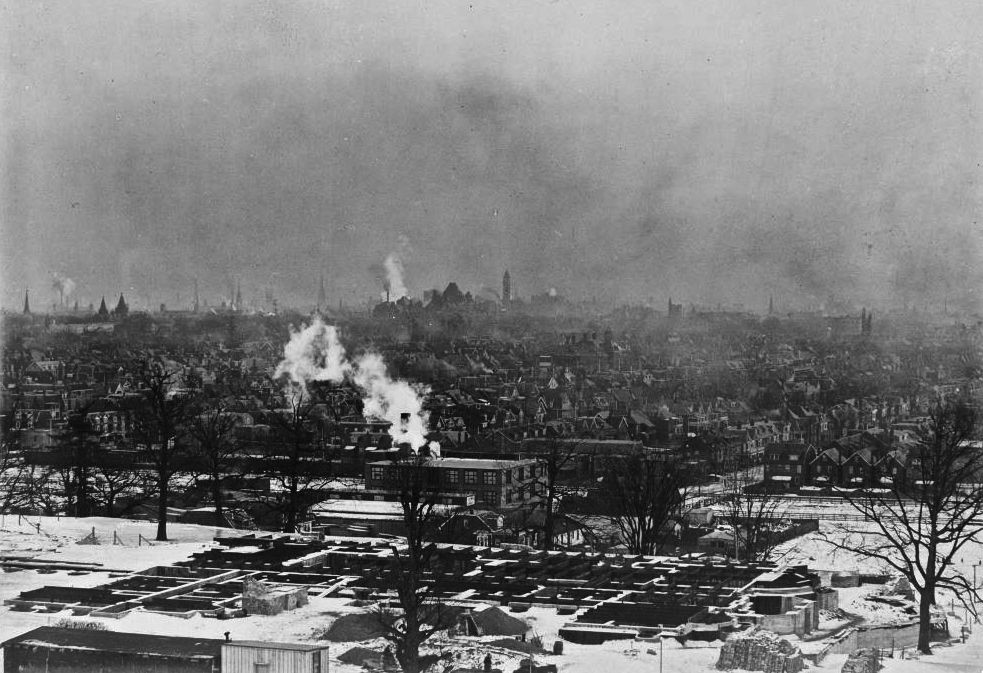
Fondations de Casa Loma, vers 1908-1909

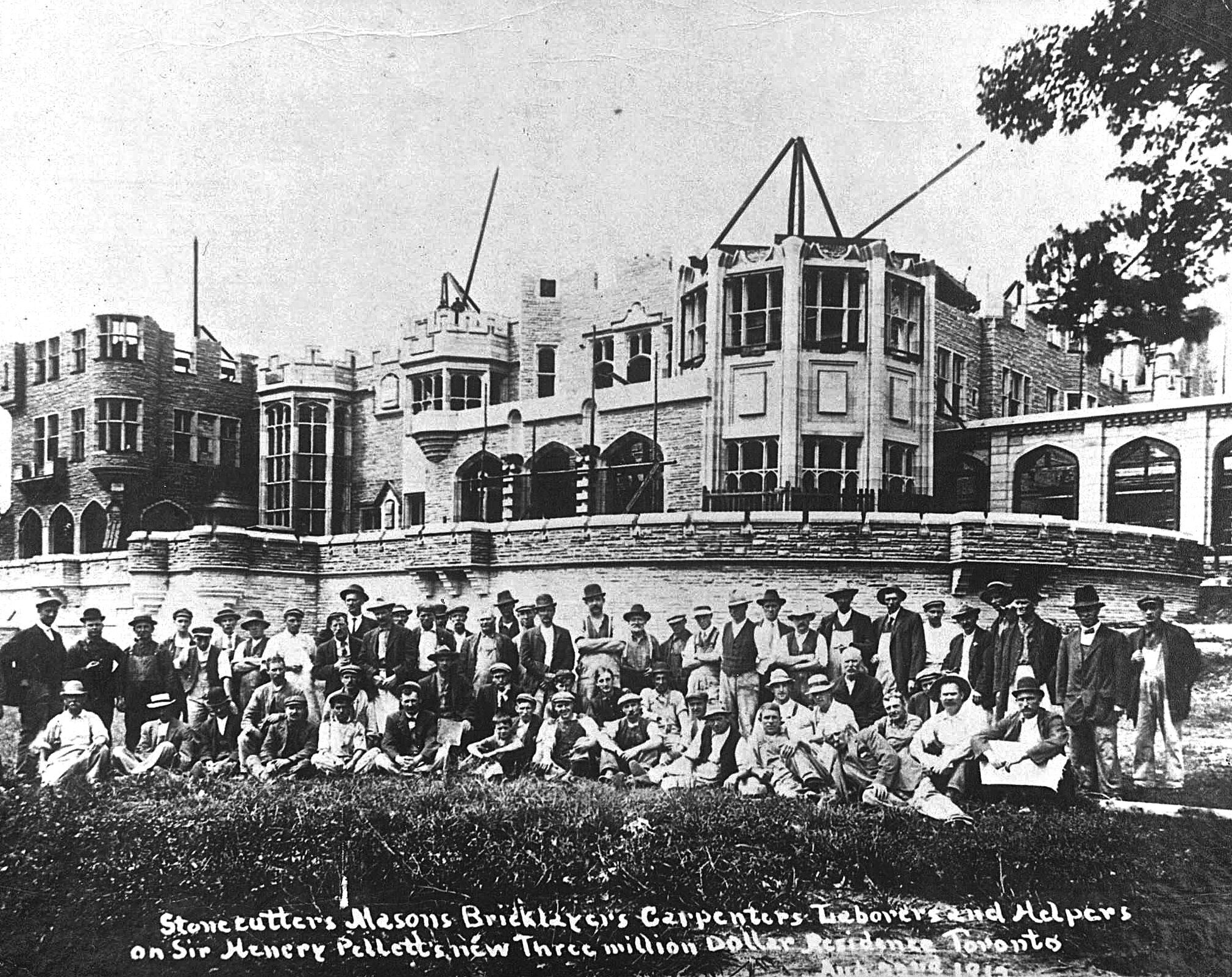
Construction de Casa Loma, vers 1912

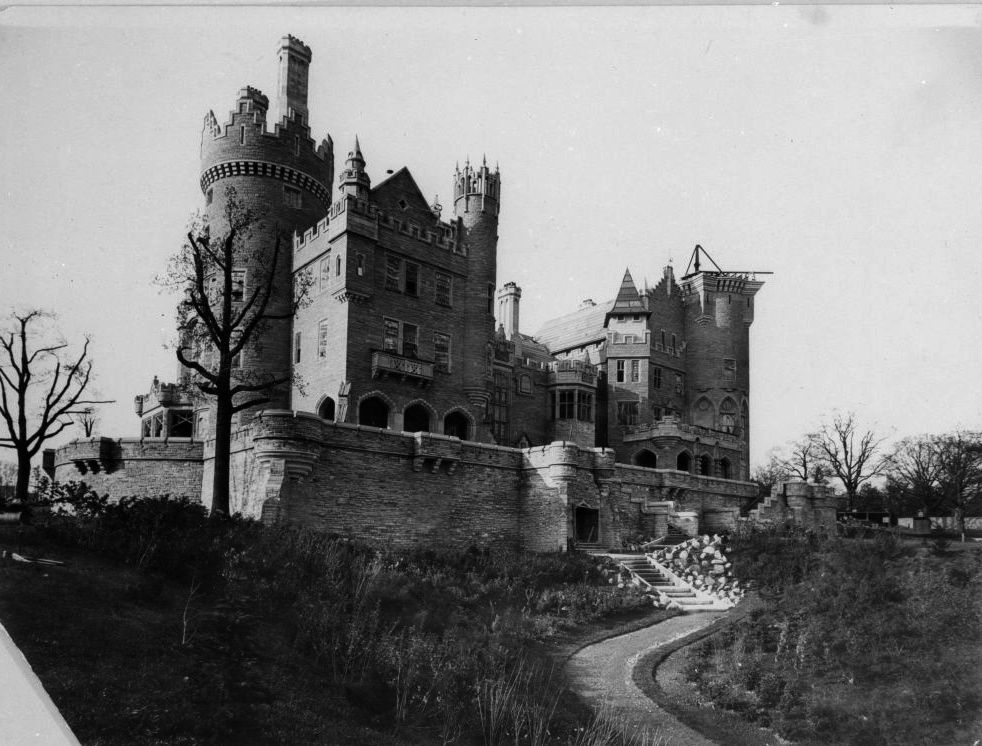
Construction de Casa Loma, vers 1913

En avril 1911, les travaux de construction reprennent : près de trois cents travailleurs sont engagés et la première pierre est finalement posée. La famille Pellat vend sa précédente résidence de Toronto située sur la rue Sherbourne pour aménager dans une résidence récemment construite sur la rue Walmer, près de Casa Loma.
La structure de la maison emprunte une technique de construction tout à fait nouvelle à Toronto à l’époque, soit l’utilisation de béton armé pour une résidence privée. Les fondations font près de 14 mètres de profondeur et les planchers de béton armé sont épais d’environ 46 centimètres. Entre chaque plafond et plancher au-dessus, existe un espace d’environ 1,23 mètre pour laisser passer notamment les tuyaux, câbles et fils électriques.
La brique de revêtement extérieur est en grès gris provenant de la vallée de Credit River en Ontario. D’ailleurs, l’architecte Edward James Lennox n’hésite pas à faire venir des maçons qualifiés d’Écosse pour tailler ces pierres. Autour des fenêtres et des portes, Lennox utilise plutôt une pierre artificielle, dite pierre romane, d’un gris plus clair. L’architecte utilise finalement pour le toit des tuiles en bronze rouge « pour donner un effet dramatique à la résidence ».
À l’intérieur de la résidence, l’architecte prévoit d'installer l’équipement le plus avancé de son temps pour assurer un confort optimal. Le système électrique était le plus avancé de son époque. Sir Henry pouvait contrôler les cinq mille ampoules depuis son grand appartement privé.
De plus, Sir Henry avait prévu dans son plan original de dévier la rue Walmer afin d’unifier ses terrains se trouvant de part et d’autre de cette rue. Il en fait la demande à la Ville de Toronto, mais elle refuse. Pour remédier à cette situation, il fait construire un tunnel long d’environ 244 mètres (800 pieds) et enfoui à 2,44 mètres (8 pieds) sous terre pour relier Casa Loma à l’écurie et à la remise,.
Vers 1914, la résidence est achevée et compte notamment,, :
- Quatre-vingt-dix-huit pièces dont :
  - Trente salles de bains ;
- Vingt-cinq foyers ;
- Cinq mille ampoules électriques ;
- Cinquante-neuf téléphones ;
- Un tunnel souterrain de 244 mètres de long ;
- Une bibliothèque pouvant contenir cent mille (100 000) volumes ; et
- Une cave à vin pouvant contenir mille cinq cent soixante-huit (1 568) bouteilles.

Plus tard, lorsque des problèmes de santé obligent Lady Mary à être confinée à un fauteuil roulant, Sir Henry fait installer un ascenseur (de marque Otis 1) pour lui faciliter ses déplacements. Il s’agit du premier ascenseur jamais installé dans une résidence privée au Canada.
Une fois la maison complétée, les maçons s’attaquent à la construction du mur d’enceinte qui entoure Casa Loma. Ce mur de pierres est large de 1,83 mètre, haut de 3 mètres et long d’environ 805 mètres. Le mur prend trois mois à construire pour un coût d’environ 250 000 $. Les pierres utilisées proviennent du nord de la Ville de Barrie. Sir Henry paie un dollar par pierre de taille utilisée.

### 1914 à 1924: Sir Henry Pellatt

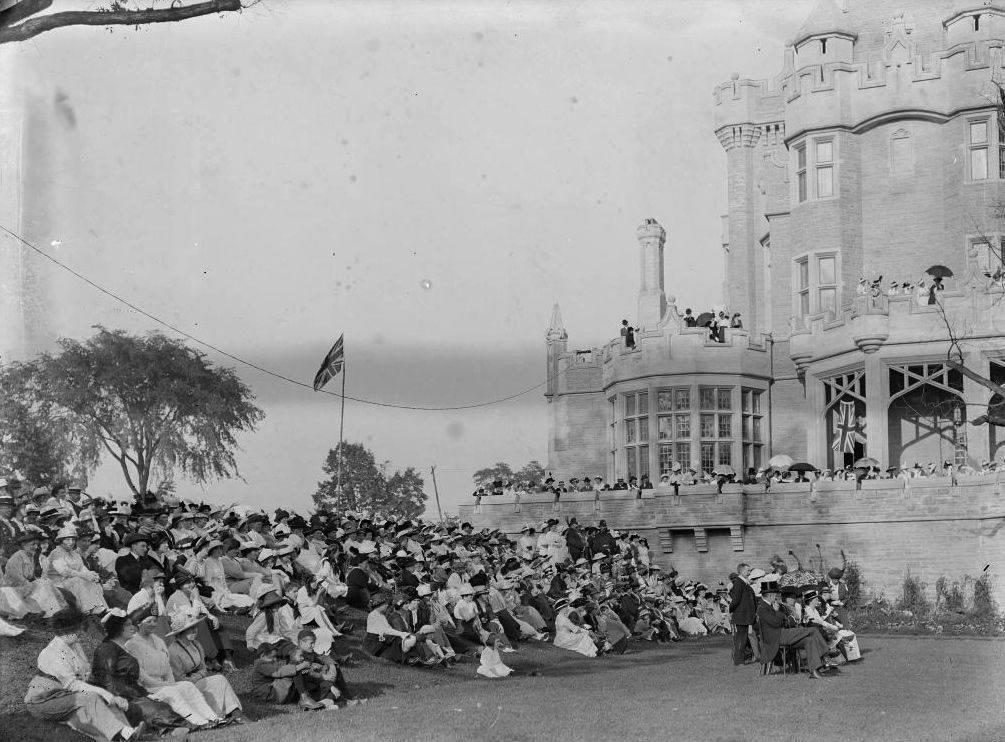
Une jardinée organisée à Casa Loma en 1914

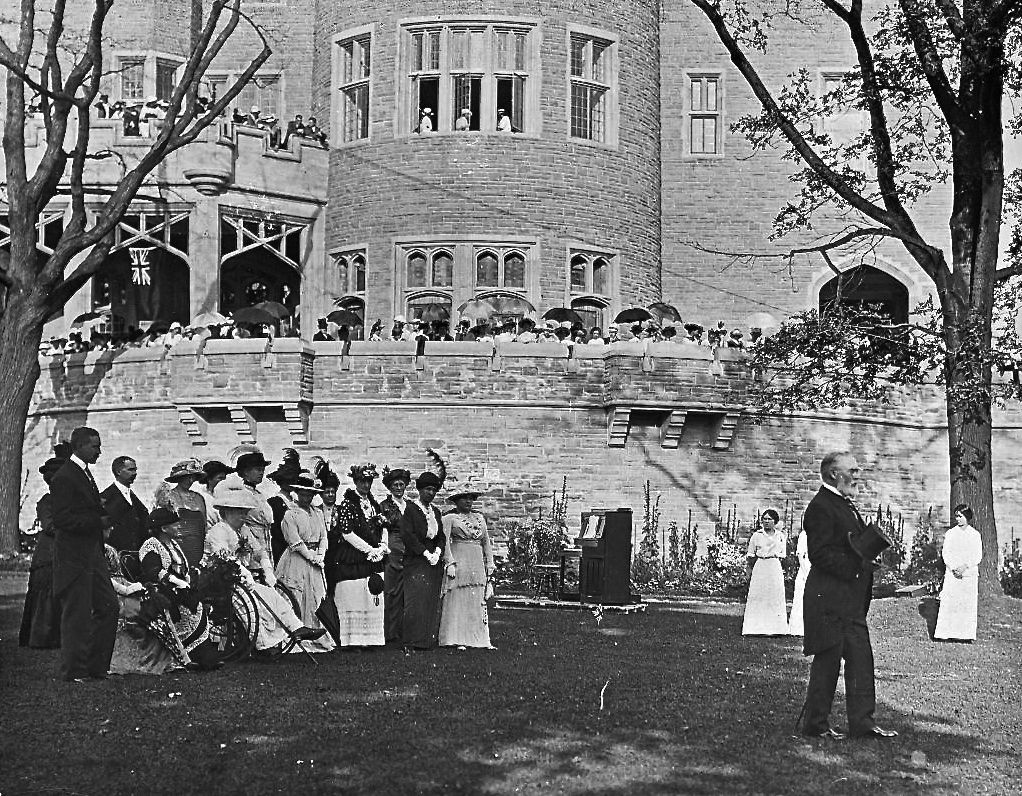
Une jardinée organisée à Casa Loma en 1914

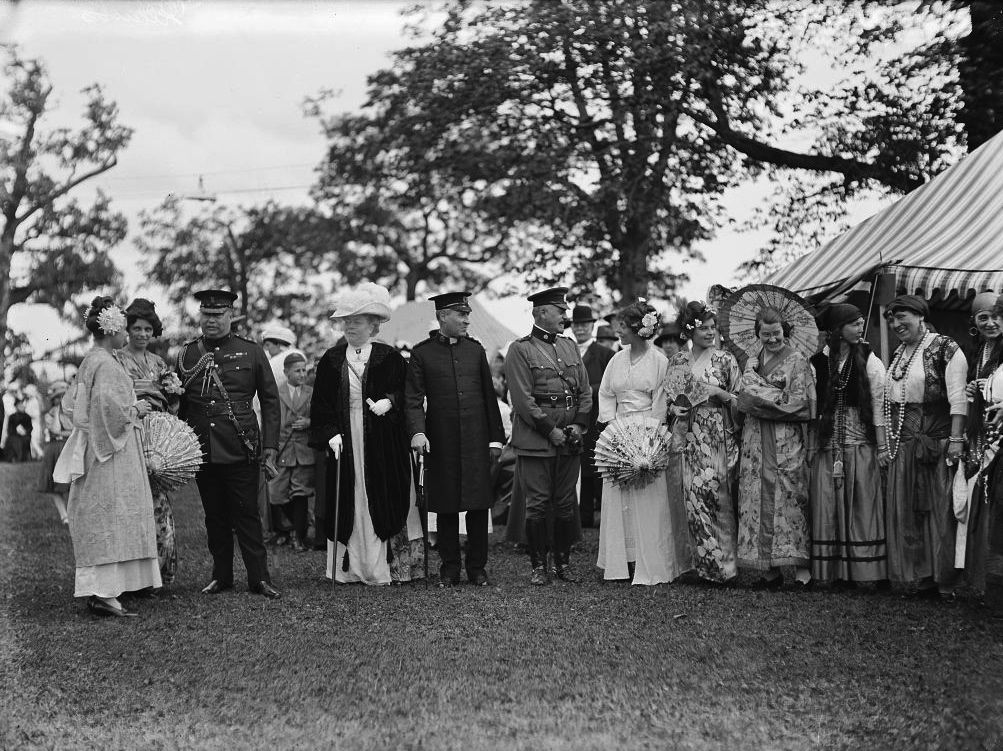
Sir Henry et Lady Pellatt entourés de leurs invités lors d'une jardinée organisée à Casa Loma en 1917

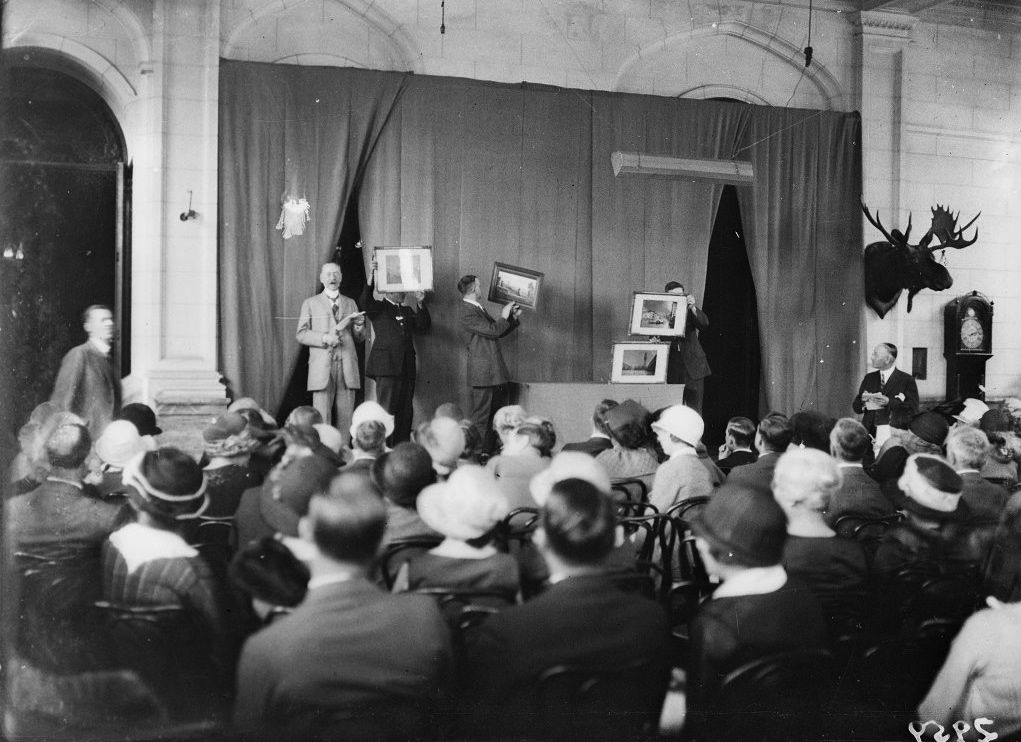
La « vente aux enchères du siècle », le 23 juin 1924

Vers la fin des travaux de la résidence, Sir Henry Pellatt engage la Robert Simpson Company pour décorer l’intérieur de la résidence. Cette société s'approvisionne notamment auprès de la Jacobson & Company, une entreprise new-yorkaise de décoration intérieure. L’Europe devient alors l’endroit par excellent pour s’approvisionner en objets d’art décoratif. On s’y procure notamment des tapisseries, des services de table en argent, des tapis d’Orient, des vases chinois, des manteaux de cheminée et du mobilier victorien et édouardien. On achete également des objets d’art au Royaume-Uni et d’artistes canadiens. La valeur des biens meubles de Sir Henry était estimée à plus de 1,5 million de dollars à l’époque,.
Les questions d’argent n’étaient jamais une source de soucis pour la famille Pellatt lorsqu’il s’agissait de Casa Loma. D'ailleurs, un jour, lorsqu’un groupe de travailleurs installait un grand et dispendieux chandelier dans la salle à manger, une mauvaise manœuvre le fit tomber et il se brisa sous l’impact. Lady Mary, qui assista à la scène par hasard lorsqu’elle entra subitement dans la pièce, ne fit que hausser les épaules et lança : « Pas grave, nous allons tout simplement en commander un autre ».
Lors de l’été 1914, la famille Pellatt emménage finalement dans leur nouvelle maison, avant même que la décoration intérieure ne soit terminée. Seulement vingt-trois pièces des quatre-vingt-dix-huit pièces sont achevées. Il y a toujours des échafaudages dans le grand hall, des rideaux cachent parfois les pièces inachevées et des vitres manquent parfois aux fenêtres placardées.
L’un des plus grands souhaits de Sir Henry était de recevoir une visite royale à Casa Loma. Le couple reçut à deux reprises Edward, prince de Galles et futur duc de Windsor, mais jamais il ne reçut de monarque. Toutefois, Sir Henry et Lady Pellatt ne manquèrent pas d’organiser de grandes réceptions, notamment dans le jardin d’hiver, et de grands soupers pour plus de cent convives.
En 1912, Lady Baden-Powell demande à Lady Pellatt de devenir la régente des Guides du Canada (anglais : Girls Guides of Canada). Dans sa nouvelle fonction, elle utilise Casa Loma comme lieu de rassemblement. On y enseigne les premiers soins et on y organise des évènements où les Pellatt étalent leur richesse avec des services de table en porcelaine précieuse ou en argent massif.
À partir de 1915, malgré le manque de main-d’œuvre dû aux efforts de guerre lors de la Première Guerre mondiale et le manque de fonds parfois de Sir Henry, ce dernier réussit à compléter les jardins. Il utilise Casa Loma dans de nombreuses activités. Lors des étés, il organise plusieurs jardinées et, lors des hivers, il planifie des jeux de curling, des parties de hockey et de grandes réceptions pour Noël pour les domestiques.
Au cours des années 1920, les coûts d’entretien d’une telle maison et d’un tel domaine vient à exploser. La facture de combustible pour le chauffage augmente à quinze mille dollars (15 000 $) par année et le coût du personnel monte à vingt-deux mille dollars (22 000 $) par année. De plus, alors que les taxes foncières tournent autour de six cents dollars (600 $) par année en 1911, elles augmentent à plus de douze mille dollars (12 000 $) par année vers 1923. L’entretien global de la résidence et du domaine est estimé vers 1923 à cent mille dollars (100 000 $) par année.
En 1923, Sir Henry Pellatt commence à éprouver de sérieuses difficultés financières. Pour éviter la faillite et pour favoriser un remboursement optimal des dettes de Sir Henry, la Home Bank l’incite à transférer tous ses avoirs à une entreprise d’investissement. Dès la signature du contrat, Sir Henry perd tout contrôle sur ces avoirs. Puisqu’il ne peut plus faire les frais de Casa Loma, lui et sa femme quittent la résidence pour occuper un appartement et tous les domestiques sont renvoyés. Casa Loma reste cependant la propriété de Lady Mary Pellatt. Moins d’un mois après la signature du contrat, la banque fait faillite. Lady Pellatt meurt moins d’un an plus tard, le 15 avril 1924, lui laissant Casa Loma en héritage,,.
Du 23 au 27 juin 1924, tous les biens meubles de Casa Loma sont mis aux enchères. On surnomme cet évènement « la vente aux enchères du siècle ». Des personnes provenant de Montréal, de Détroit et de New York se mélangent à l’élite torontoise. Alors que les biens meubles étaient estimés à 1,5 million de dollars en 1911, la vente aux enchères ne permet de récupérer que cent trente et un mille six cents dollars (131 600 $). On vend les meubles à des prix nettement en dessous de leur valeur marchande. On vend notamment un charriot à thé en argent pour 18 $, un cabinet en bois laqué signé Thomas Chippendale pour 410 $, deux peaux de grizzli avec tête et griffes pour 35 et 46 $ et le lit de Sir Henry de style Louis XVI pour 380 $. On vend également la collection d’art de Sir Henry à des prix dérisoires : un tableau de Homer Watson pour 55 $, un Rembrandt pour 25 $, un William Hogarth pour 60 $, un W. Armstrong pour 17,50 $. Certaines œuvres d’art sont cependant achetées à des prix un peu plus convenables : un tableau de John Constable pour 875 $, un Turner pour 5 100 $, un Reynolds pour 2 700 $, un Kreighoff pour 120 $ et cinq tableaux de Charles M. Russel pour 1 550 $. Sir Henry Pellatt commente cette vente aux enchères en ces mots : The process was something like having a tooth pulled. Once over, one proceeded to forget all about it.
Après avoir occupé un appartement à Toronto quelque temps, Sir Henry se retire à son domaine du Lac Marie, au nord de la Ville. Casa Loma est alors sans chauffage et entretien pendant près de deux ans, menaçant ainsi la structure de l’édifice.

### 1924 à 1933: Projet d’hôtel et abandon
En 1925, l’architecte William Sparling propose de convertir la maison en appartements et en hôtel de luxe ainsi qu’en un lieu de divertissement. Sir Henry lui accorde la même année un prêt à long terme pour réaliser cette idée. Lorsque l’architecte arrive sur les lieux, il trouve l’édifice en mauvais état. Il commence alors par restaurer l’édifice et achever les pièces qui n’avaient jamais été complétées. Il abat le mur qui séparait la bibliothèque de la salle à manger et le remplace par deux piliers. La bibliothèque et la salle à manger combinées deviennent la piste de danse.
Entre 1927 et 1928, pendant près de huit mois, la maison est l’hôte de l’Orange Blossoms (aussi connu plus tard sous le nom de Glen Gray and the Casa Loma Orchestra) qui vient animer des soirées en jouant du big band,.
Le projet de William Sparling n'est jusqu’alors qu’un modeste succès. Il planifie néanmoins d’agrandir substantiellement son complexe hôtelier, un projet de plus d’un million de dollars. Il prévoit construire deux immenses ailes côtés est et ouest pouvant accueillir chacune quatre-vingt-seize suites et cinquante-six chambres. Il a cependant de la difficulté à financer son projet qui est finalement abandonné.
En 1928, une société new-yorkaise offre à Sir Henry d’acheter la maison, mais l’entente n'est jamais conclue.
En 1929, l’hôtel Casa Loma ferme définitivement ses portes lors de la crise économique, laissant la résidence sans affectation. Sir Henry met alors la maison en vente pour sept cent mille dollars (700 000 $), mais il ne trouve aucun preneur. De plus, Sir Henry commence à manquer gravement d’argent et ne paie plus aucune facture reliée à Casa Loma.
En 1933, la Ville de Toronto prend Casa Loma en paiement pour 27 305,45 $ de taxes impayées.

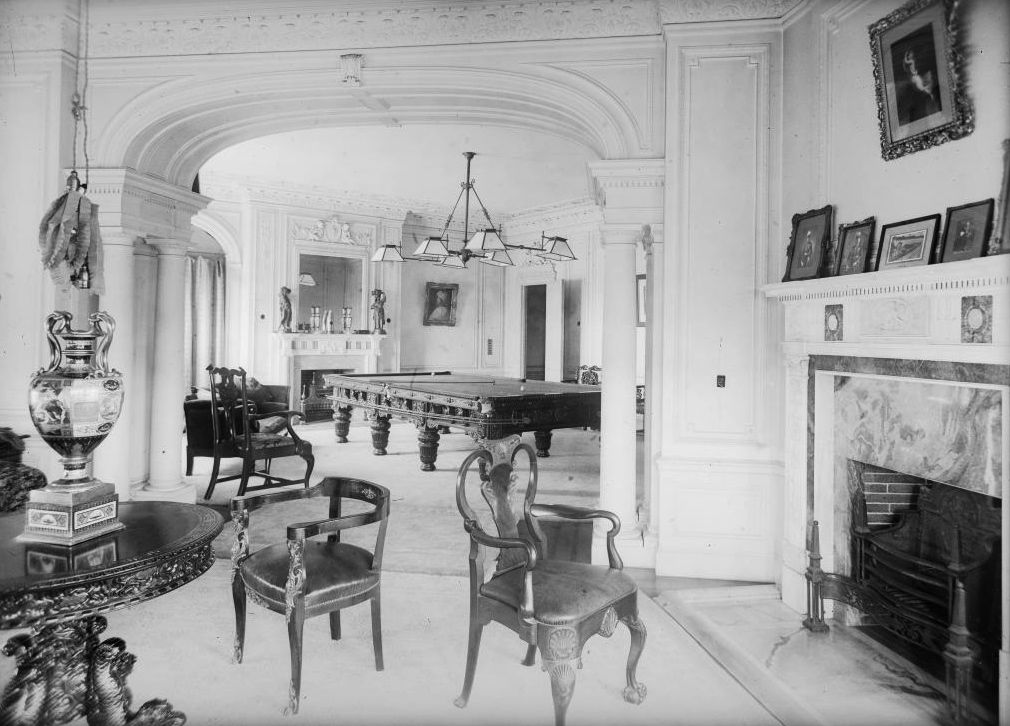
Le vivoir de Lady Pellatt transformé en salle de billard (1929)
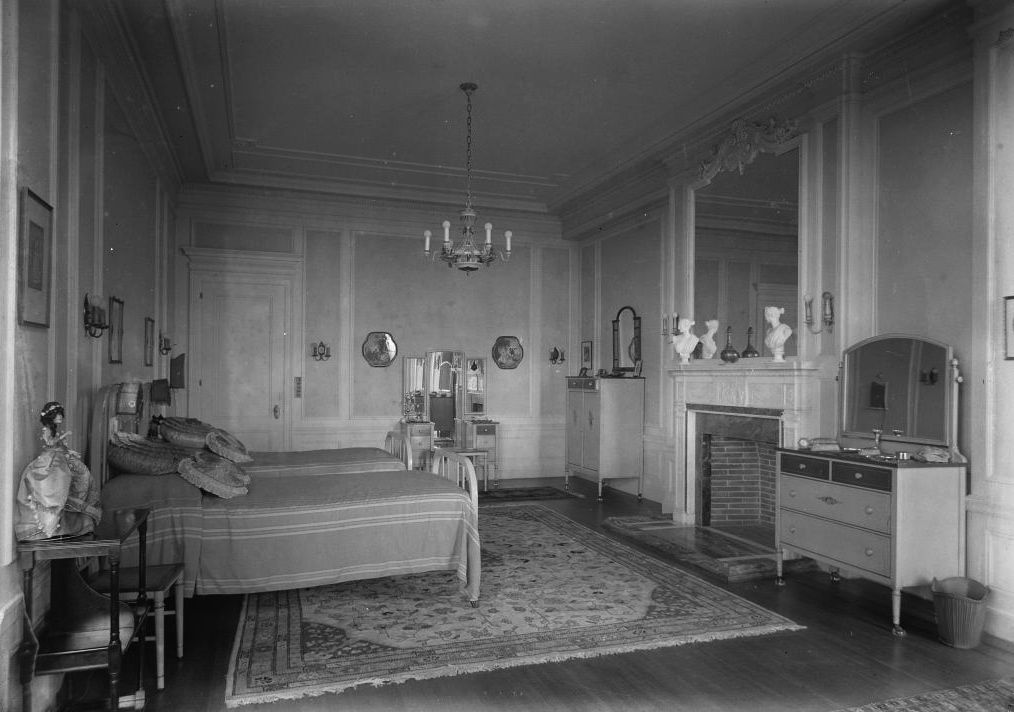
La chambre de Lady Pellatt transformée en une chambre d'hôtel
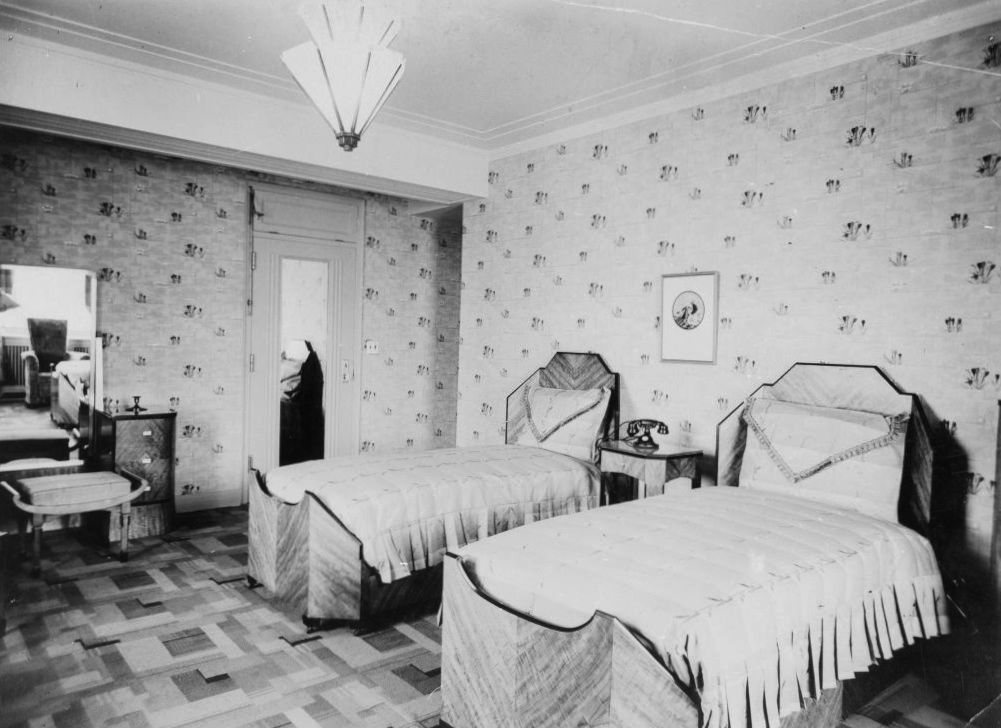
Une chambre d'ami transformée en une chambre d'hôtel

### 1933 à 1936: Ville de Toronto, nouveau propriétaire
En 1933, la Ville de Toronto devient le nouveau propriétaire de Casa Loma. Dès lors, plusieurs projets sont proposés afin de donner une nouvelle vocation à l’édifice,. Mary Pickford suggère notamment de le transformer en un lieu de production cinématographique. D’autres suggèrent de le transformer en une galerie d’art, une école secondaire, un musée, un club de tir, une maison de vétérans, un club de millionnaires, une résidence pour la famille royale, une gare de train ou encore, une maison permanente pour les sœurs Dionne. La Ville de Toronto considère même de démolir la résidence, mais plusieurs des conseillers municipaux s'y opposent, argumentant que cela détruirait une partie de leur héritage collectif,. Toutefois, la Ville ne se décide pas et Casa Loma est abandonnée à son sort, subissant le passage du temps.

### 1936 à 2011: The Kiwanis Club of West Toronto

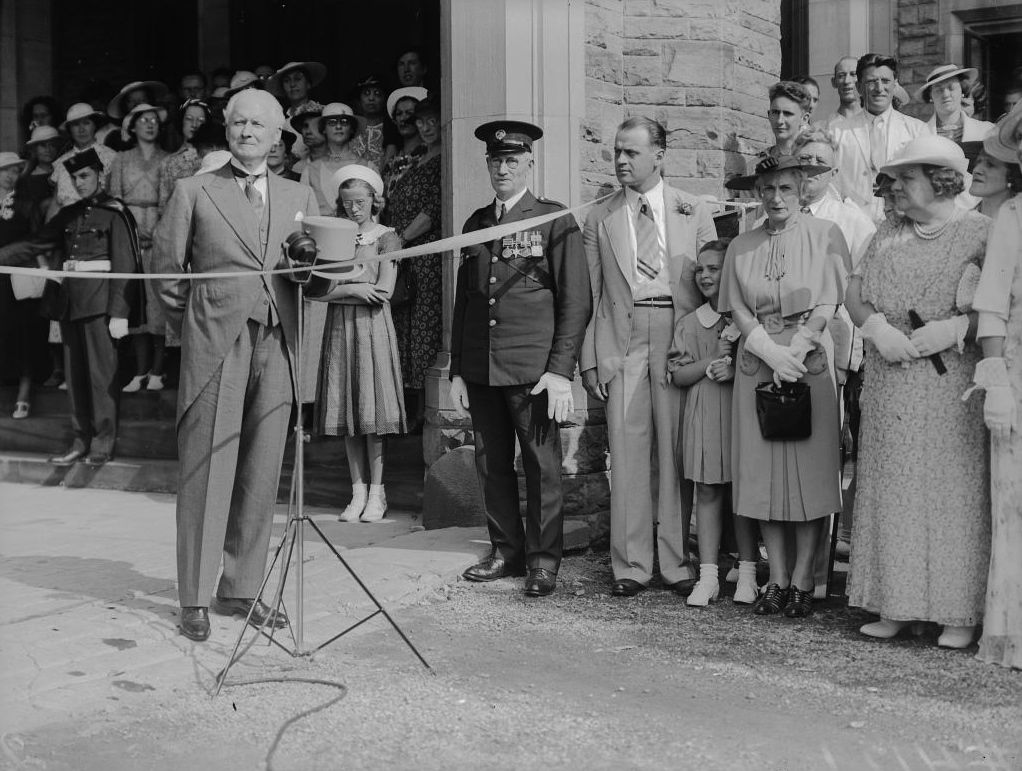
Le Lieutenant-gouverneur Bruce ouvre officiellement Casa Loma au public (1937)

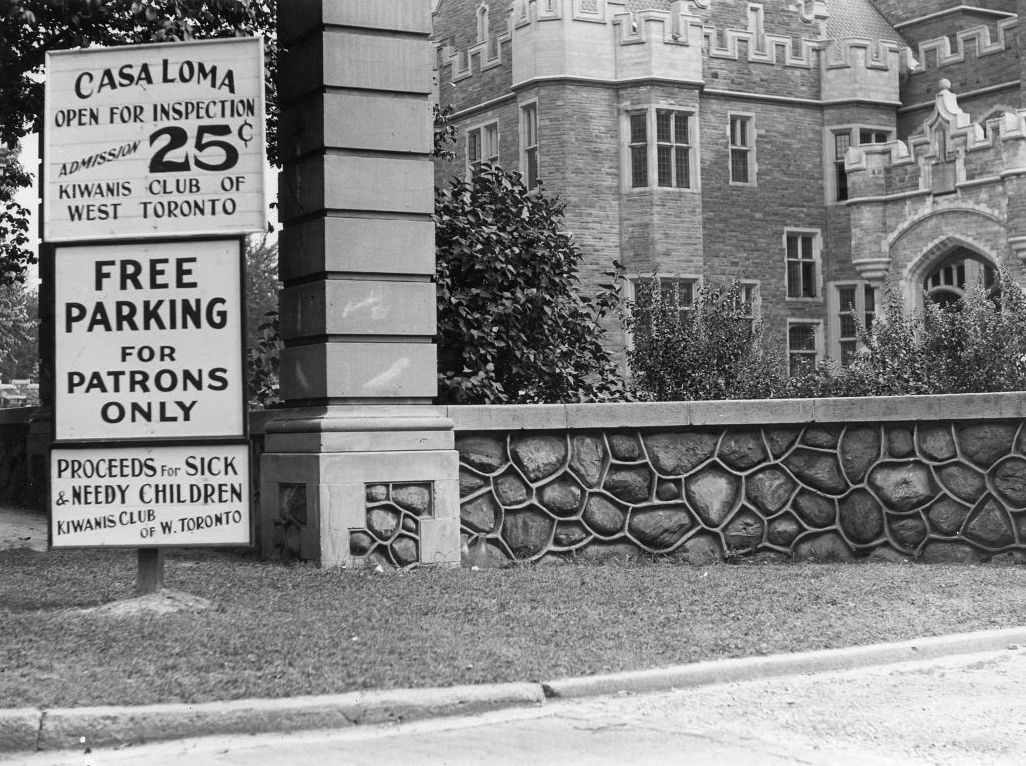
Affiches du Kiwanis Club of West Toronto à Casa Loma, vers 1937

En 1936, Bill Bothwell, alors président du Kiwanis Club of West Toronto, propose à la Ville de transformer Casa Loma en une attraction touristique gérée par le club. La Ville accepte et conclut avec l’institution un bail à long terme. Dès lors, le club prend pour mission de restaurer la résidence dans sa gloire passée et selon les plans de l’architecte Edward James Lennox et la vision de Sir Henry Pellatt. Lorsque le club arrive sur les lieux, il trouve la maison dans un « terrible » état : plus de 2 500 vitres des fenêtres étaient brisées et il y a des centaines d’oiseux qui ont fait leurs nids à l’intérieur de la résidence. Cela prend près d’un an avant de pouvoir ouvrir la résidence au public en 1937. Un billet d’entrée coûtait alors vingt-cinq centimes (0,25 $).
En août 1937, Sir Henry Pellatt est invité à un banquet par le Kiwanis Club of West Toronto pour l’ouverture de Casa Loma au public.
Dans sa mission de remeubler Casa Loma, le club tente de racheter des biens meubles ayant appartenu à Sir Henry et qui ont été vendus lors de la vente aux enchères de 1924. Plusieurs de ces objets appartiennent toujours à des familles torontoises. Certains des meubles originaux reprennent leur place initiale à Casa Loma. Toutefois, le manque de fonds ne lui permet pas de rassembler toutes les œuvres d’art, particulièrement les plus importantes et dispendieuses de l’ancienne collection de Pellatt qui sont répartis parmi les musées et galeries d’art d’Amérique du Nord.
Lors de la Seconde Guerre mondiale, l’ancienne écurie est l’endroit d’un projet militaire britannique « top secret » : le projet ASDIC. ASDIC était un nouveau dispositif électronique inventé par les Britanniques leur permettant de détecter des sous-marins. Alors qu’il pleut des bombes sur l’Angleterre, l’amirauté britannique cherche un lieu pour lui permettre d’assembler le dispositif électronique sans interruption. L’amirauté désigne William Corman, un ingénieur torontois, à la tête du projet. Ce dernier demande secrètement au président du club, Bill Bothwell, d’accepter de loger secrètement dans l’écurie l’usine d’assemblage. Il accepte. Toutes les pièces d’assemblage arrivent par camion dans des sacs de lait, de pain ou de farine. Environ une vingtaine de personnes  y travaillent.
Dans les années 1940 et 1950, la maison est également un lieu de danse prisé de Toronto et au fil des ans, Casa Loma est le théâtre de mariages, de grandes réceptions privées ou d’affaires, de productions cinématographiques et de jardinées.
En 1987, le club de jardinage de Toronto (anglais : Garden Club of Toronto) entreprend le projet de remettre une partie du jardin dans son état originel. Avec l’aide financière de la Ville de Toronto et du Kiwanis Club of West Toronto, près de vingt-quatre volontaires du club de jardinage (toutes des femmes bénévoles) et des architectes-paysagistes s’engagent à la restauration du jardin pendant près de cinq ans. Le jardin n’a pas subi de modification majeure depuis et est ouvert au grand public.
Le club poursuit sa mission jusqu’en août 2011.

### 2011 à 2013: Casa Loma Corporation

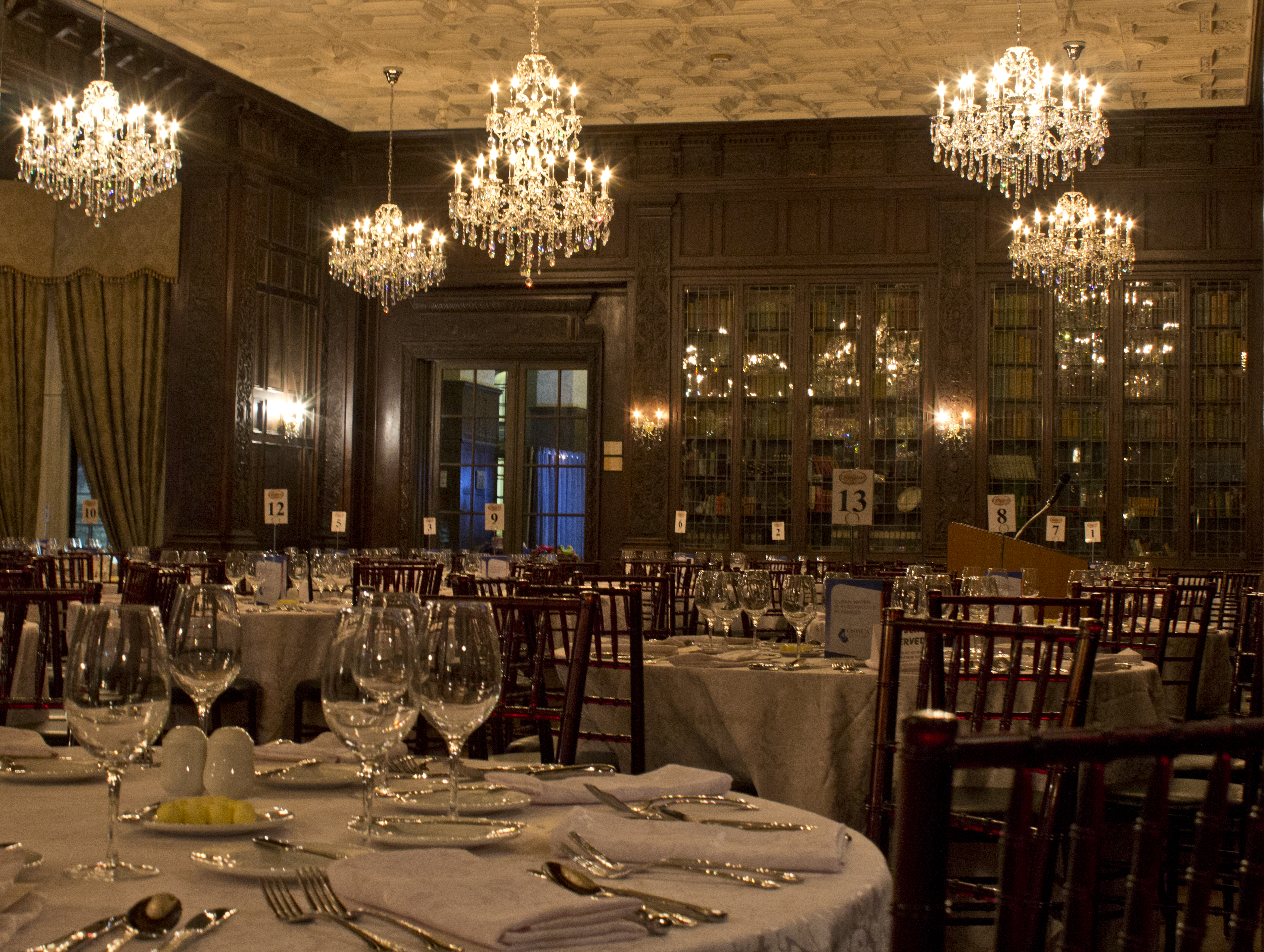
Le nouveau restaurant de fine cuisine dans l'ancienne bibliothèque (2014)

D'août 2011 à octobre 2013, la Casa Loma Corporation succède au Kiwanis Club of West Toronto et gère temporairement l’ancien domaine de Sir Henry Pellatt. Elle a pour mission d'administrer l'ancienne résidence et de trouver une solution à long terme sur la destination de la Casa Loma. Toutes les éventualités sont envisagées, y compris celle de vendre la propriété. Un appel d'offres est lancé et cinq soumissions sont examinées par le conseil d'administration. Seule celle du Liberty Entertainment Group est retenue.

### 2013 à nos jours: Liberty Entertainment Group
En octobre 2013, le conseil d'administration de la Casa Loma Corporation signe un bail d'une durée de vingt ans avec le Liberty Entertainment Group. Ce bail est approuvé à l'unanimité par le comité exécutif de la Ville de Toronto le 30 octobre 2013. Le bail est octroyé à cette entreprise d'abord pour son souci de préserver l'intégrité du monument historique puis parce qu'elle propose le « meilleur » pacte financier avec la Ville. Le groupe accepte de financer à la hauteur de 7,4 million de dollars la restauration et la rénovation de la résidence, incluant une modernisation des cuisines et l'installation d'un système de climatisation central. De plus, ce groupe garde la vocation touristique des lieux et ouvre un restaurant de fine cuisine qui occupe depuis 2014 l'ancienne bibliothèque.
Le 15 mars 2017, Liberty Entertainment Group annonce qu'il ouvrira dans le courant de l'été 2017 un nouveau restaurant à viande (Steakhouse) dans le grand salon, dit « salon de chêne » (Oak Room) de Casa Loma. La conversion du grand salon en salle de restaurant s'est fait de concert avec Héritage Toronto et une firme d'architectes en conservation de patrimoine, avec l'accord de la Ville de Toronto sous condition que le conversion ne touche pas au décor de la pièce.

## Maison

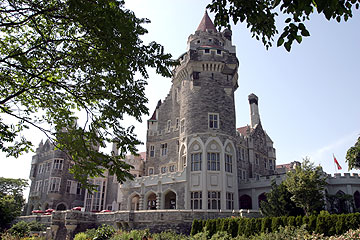
Façade Sud, Casa Loma

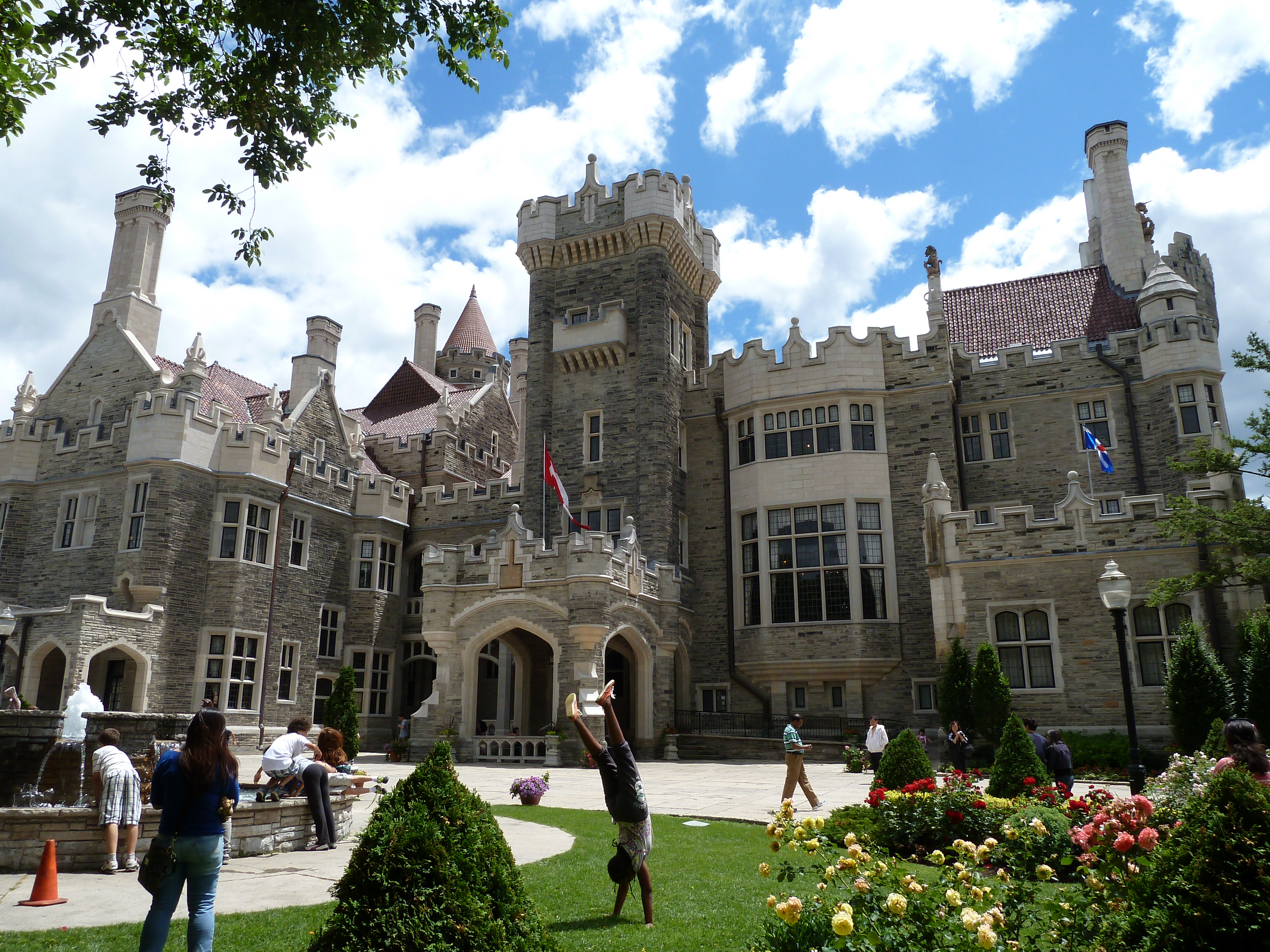
Façade Nord, Casa Loma (2012)

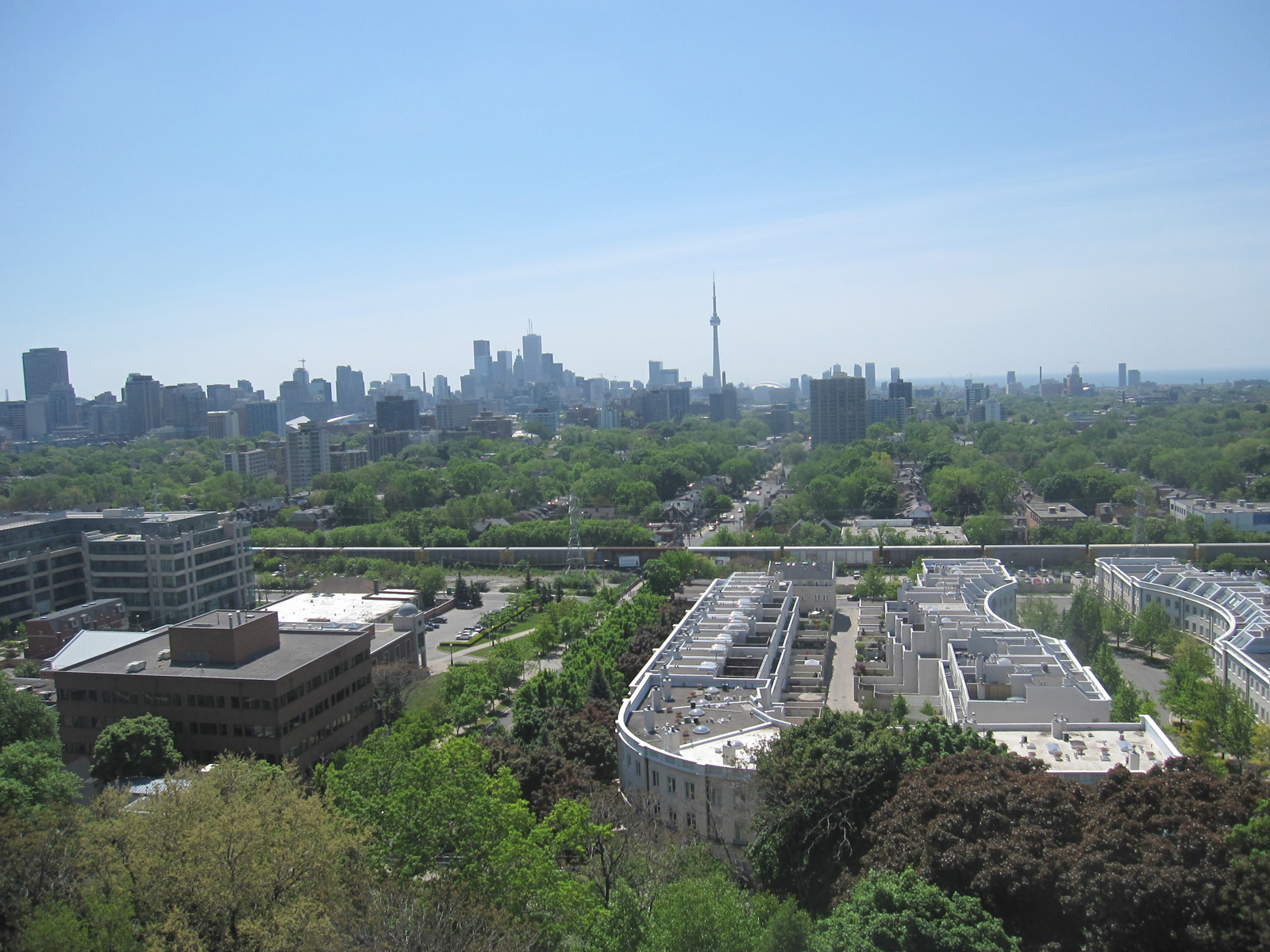
Vue de Toronto depuis Casa Loma

Le domaine de Casa Loma est d’une superficie d’environ 31 889 m2 (343 253 pieds carrés) répartie sur deux terrains distincts, l’un occupé par la résidence et le parc, l’autre occupé par la remise, l’écurie et l’abri de jardin. La maison et son parc sont délimités par la terrasse Austin au nord, la rue Davenport au sud, la maison Spadina à l’est et la rue Walmer à l’ouest. L’écurie et la remise bordent quant à elles la rue Walmer au nord de la résidence. La résidence est entourée d’un mur d’enceinte. Ce mur de pierres est large de 1,83 mètre, haut de 3 mètres et long d’environ 805 mètres.
Cette résidence, placée sur un escarpement de 183 mètres de haut connu sous le nom de colline de Davenport, offre une vue privilégiée sur la Ville de Toronto. Son nom « Casa Loma », c'est-à-dire maison sur la colline, fut attribué par l'ancien propriétaire à qui Henry Pellatt acheta les terres pour la construction de la résidence. Le domaine fait l’objet d’une mesure de protection. Le domaine de Casa Loma est protégé en vertu de la partie IV de l'Ontario Heritage Act depuis 1987,. De plus, un projet d’accorder une aire de protection à Casa Loma (Toronto Heritage Conservation Districts) est en cours d’étude depuis décembre 2005,.

### Extérieur
Casa Loma témoigne d’une combinaison de styles architecturaux propres à l’esprit éclectique de l’époque de sa construction,. Conformément à la volonté de Sir Henry de faire édifier un « château d’influence classique et médiévale », l’architecte s’inspira de châteaux qu’il visita en Europe lors de son voyage préalable à la conception de Casa Loma. Il s’inspira notamment de châteaux français, anglais, écossais, allemands, italiens et irlandais dont il ramena des centaines de croquis. L’architecte Lennox définissait l’architecture de Casa Loma comme «French Baronial » (littéralement de l’anglais : « style seigneurial français »), un terme inventé par lui. Le château de Balmoral fut une source d’inspiration importante dans la conception de Casa Loma.
L’ancienne résidence se compose d’un corps principal entouré de tours et de tourelles. La plus haute tour, appelée la tour écossaise, fait 40 mètres et contient sept niveaux. La brique de revêtement extérieur est en grès gris provenant de la vallée de Credit River en Ontario. D’ailleurs, l’architecte Edward James Lennox n’hésita pas à faire venir des maçons qualifiés d’Écosse pour tailler ces pierres. Autour des fenêtres et des portes, on retrouve plutôt une pierre artificielle, dite pierre romane, d’un gris plus clair. Les remparts des toits et les cheminées sont en pierres reconstituées blanches. Le toit est recouvert de tuiles de couleur bronze-rouge « pour donner un effet dramatique à la résidence ».
La structure de la maison emprunte une technique de construction tout à fait nouvelle à Toronto à l’époque, soit l’utilisation de béton armé pour une résidence privée. Les fondations sont près de 14 mètres de profondeur et les planchers de béton armé sont d’environ 46 centimètres d’épaisseur. Entre chaque plafond et plancher au-dessus, existe un espace d’environ 1,23 mètre pour laisser passer notamment les tuyaux, câbles et fils électriques. Cette structure s’explique, entre autres, par la volonté de Sir Henry d’héberger éventuellement au second étage le plus grand musée militaire en Occident. Les planchers de la maison sont ainsi conçus pour supporter de lourds équipements militaires.

### Intérieur
L’intérieur de la résidence (incluant le quartier des domestiques) compte 98 pièces pour une superficie d’environ 6 011 m2 (64 700 pieds carrée). La maison fut conçue de manière à remplir une de ses fonctions principales, soit d’accueillir de grandes réceptions mondaines et de recevoir des invités de marque. Des salles de réception aux dimensions parfois impressionnantes furent donc construites à cet effet, notamment le hall d’entrée, la bibliothèque, le grand salon ou la salle à manger.
À l'origine, la Robert Simpson Company avait été mandatée par Sir Henry pour décorer l’intérieur de la résidence. Cette société engagea une firme new-yorkaise qui exécuta la décoration intérieure.
L’Europe fut l’endroit par excellent pour s’approvisionner en objets d’art décoratif. On s’y procura notamment des tapisseries, des services de table en argent, des tapis d’Orient, des vases chinois, des manteaux de cheminée et du mobilier victorien et édouardien. On acheta également des objets d’art au Royaume-Uni et d’artistes canadiens. La valeur des biens meubles de Sir Henry était estimée à plus de 1,5 million de dollars à l’époque,.

#### Sous-sol
Selon les plans exécutés par l’architecte Edward James Lennox en septembre 1909, le sous-sol comptait entre autres ces pièces : une piscine, deux galeries adjacentes à la piscine, une piste de bowling (anglais : Bowling Alley), deux salons (lounge room), un gymnase (Gymnasium), un 
stand de tir (Shooting Gallery), trois entrepôts divers (Cellar), une cave à vin (Vine Cellar), un couloir (Corridor) et un tunnel de 244 mètres de long menant de Casa Loma à l’écurie et à la remise.

#### Rez-de-chaussée
Selon les plans exécutés par l’architecte Edward James Lennox en septembre 1909, le rez-de-chaussée comptait entre autres ces pièces : trois vestibules, un grand hall d’entrée (Great Hall) avec une tribune des musiciens, une garde-robe (Coats Pantry), deux salles de toilettes, un escalier monumental, un couloir, dit l’allée Peacock (Peacock Alley), un cabinet de travail (Study) contenant deux passages secrets, une bibliothèque (Library), une salle du petit déjeuner (Serving Room ou Breakfast room), une salle à manger (Dinning room), un grand salon, dit salon de chêne (Drawing room or Oak Room), une salle de billard (Billard room), un fumoir (Smoking room) et un jardin d’hiver (Conservatory ou Palm Room) contenant notamment une fontaine.

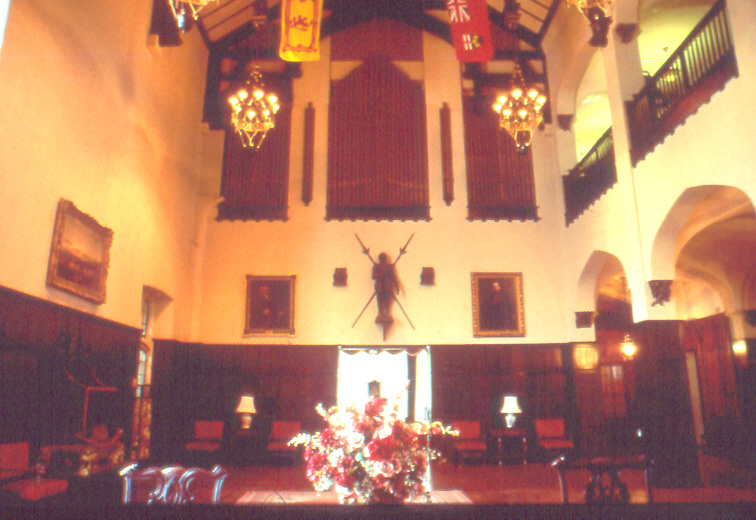
Le grand hall d’entrée (2004)
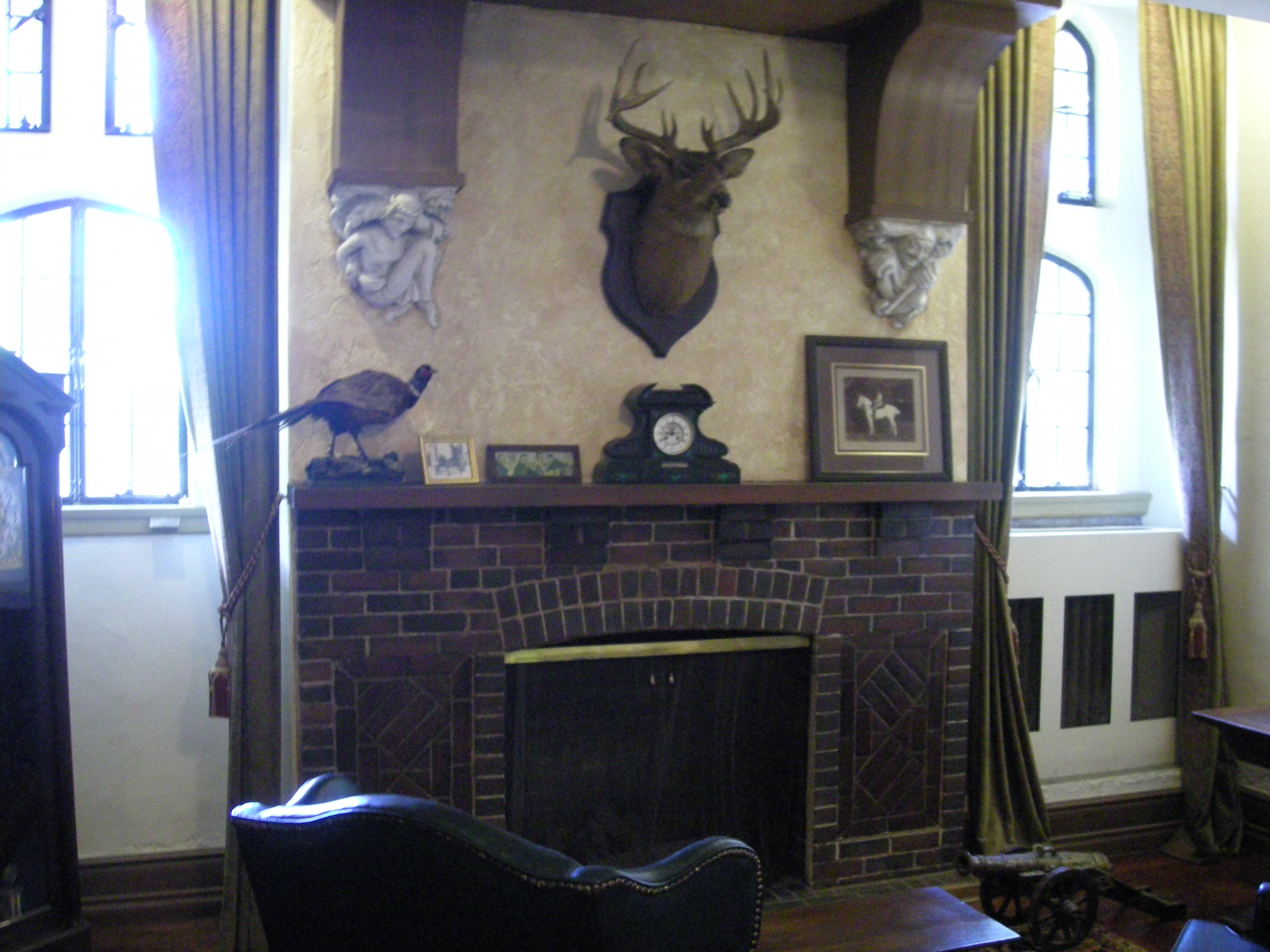
Le fumoir (2010)
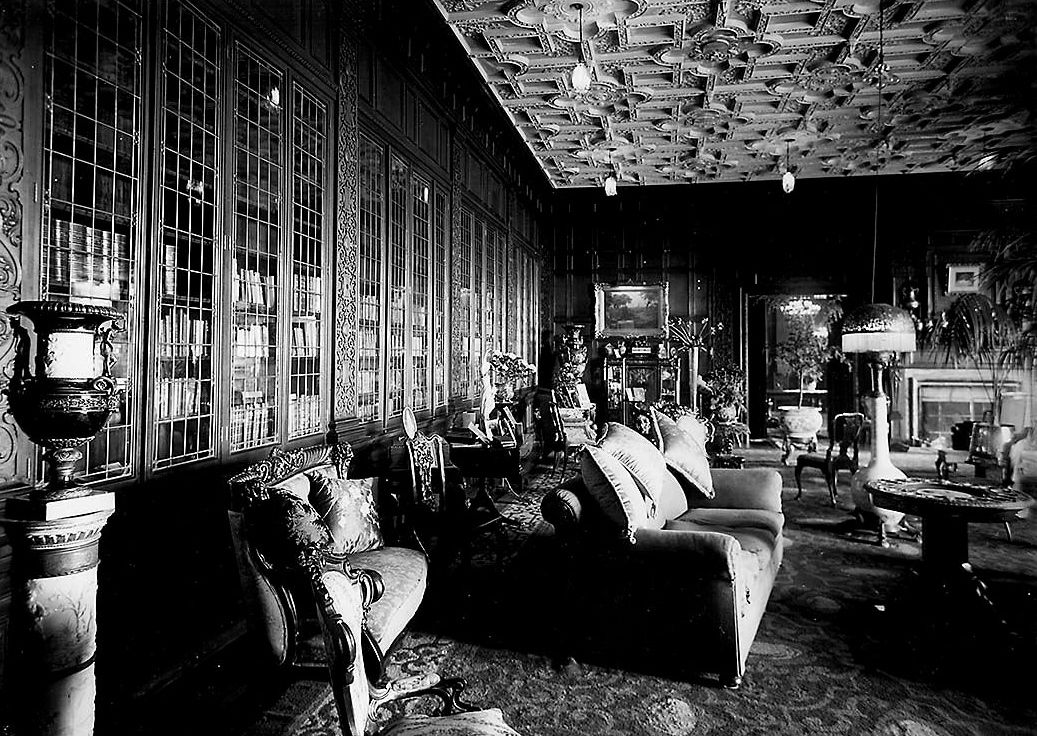
La bibliothèque (1914)
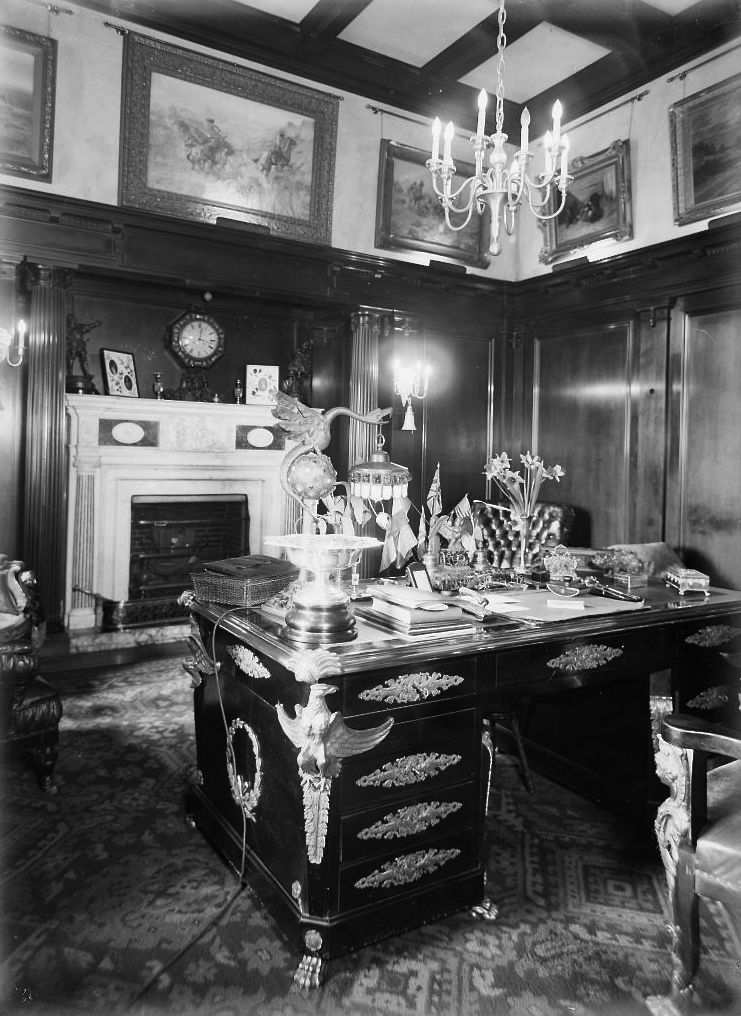
Le cabinet de travail (1914)
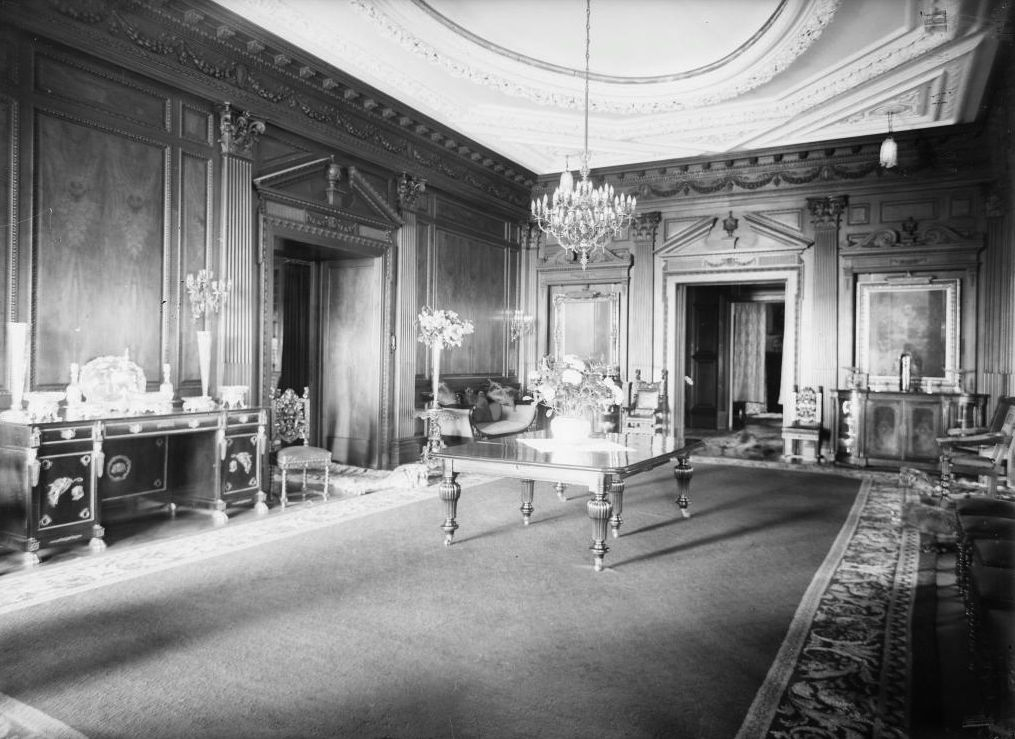
La salle à manger (1914)
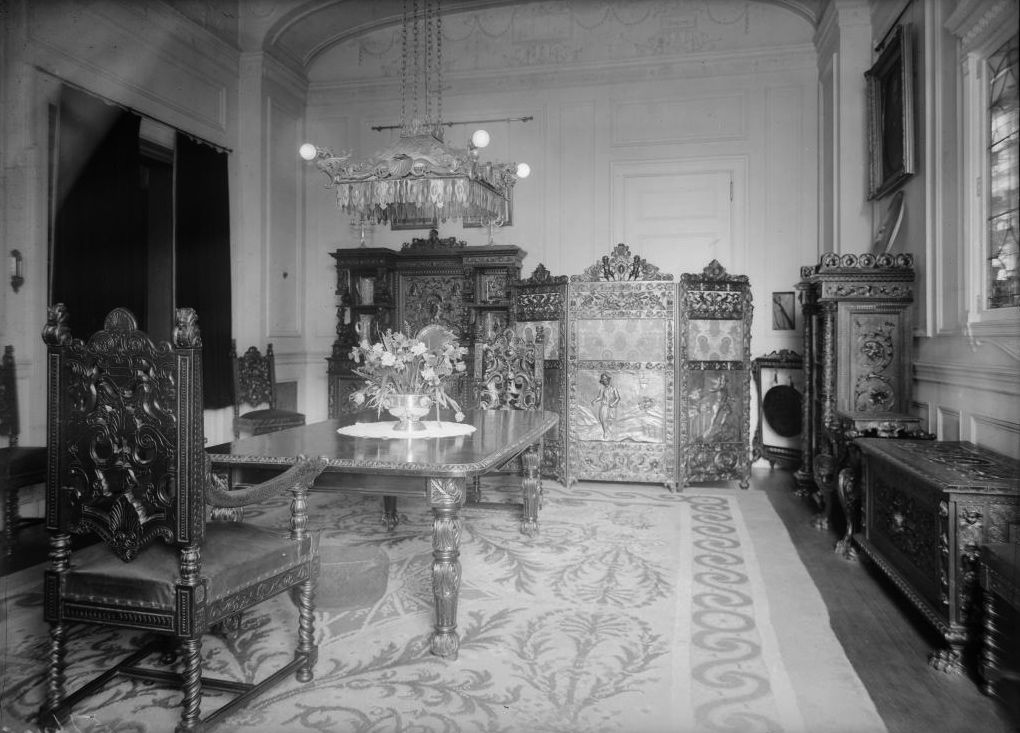
La salle du petit déjeuner (1917)
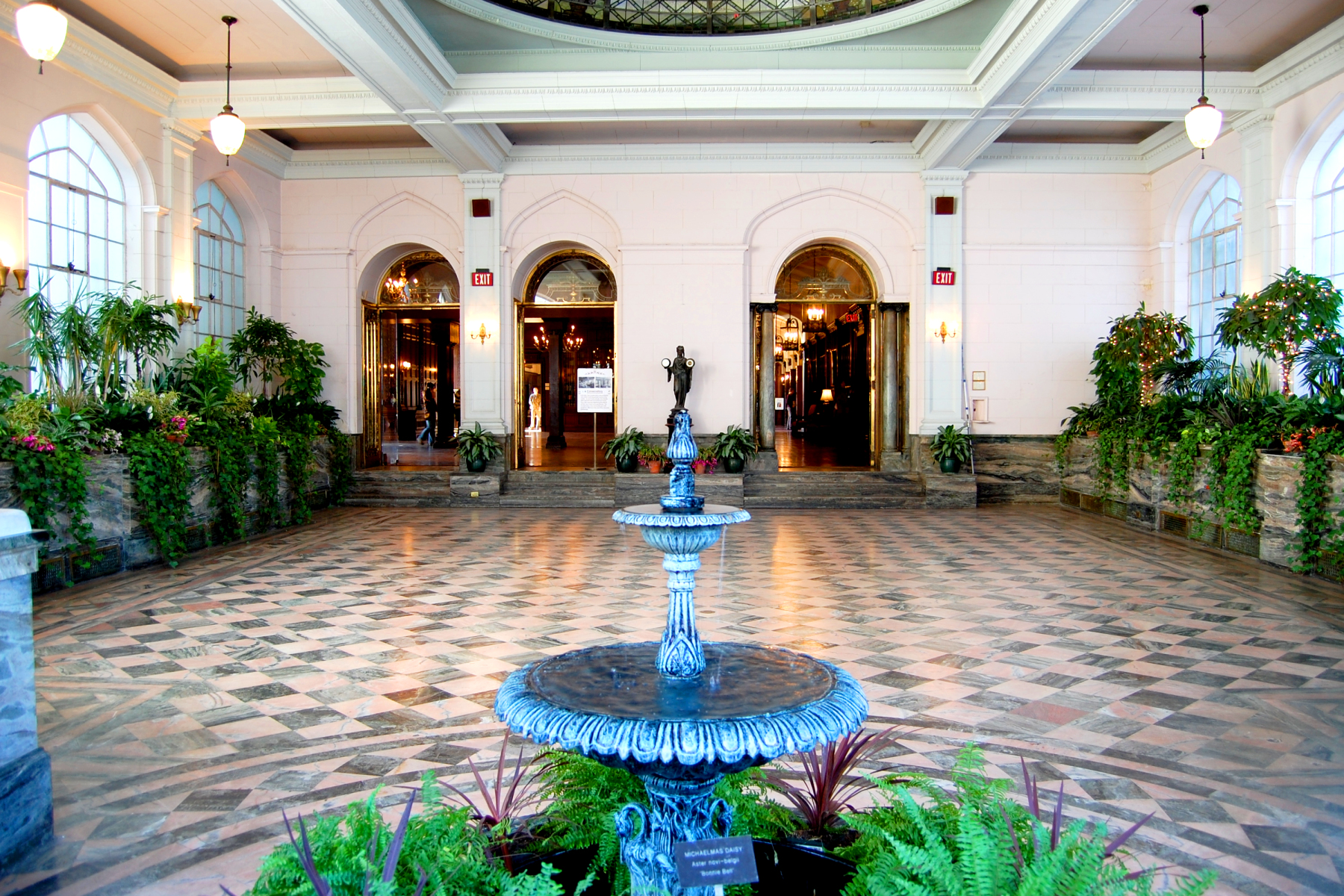
Le jardin d’hiver (2007)
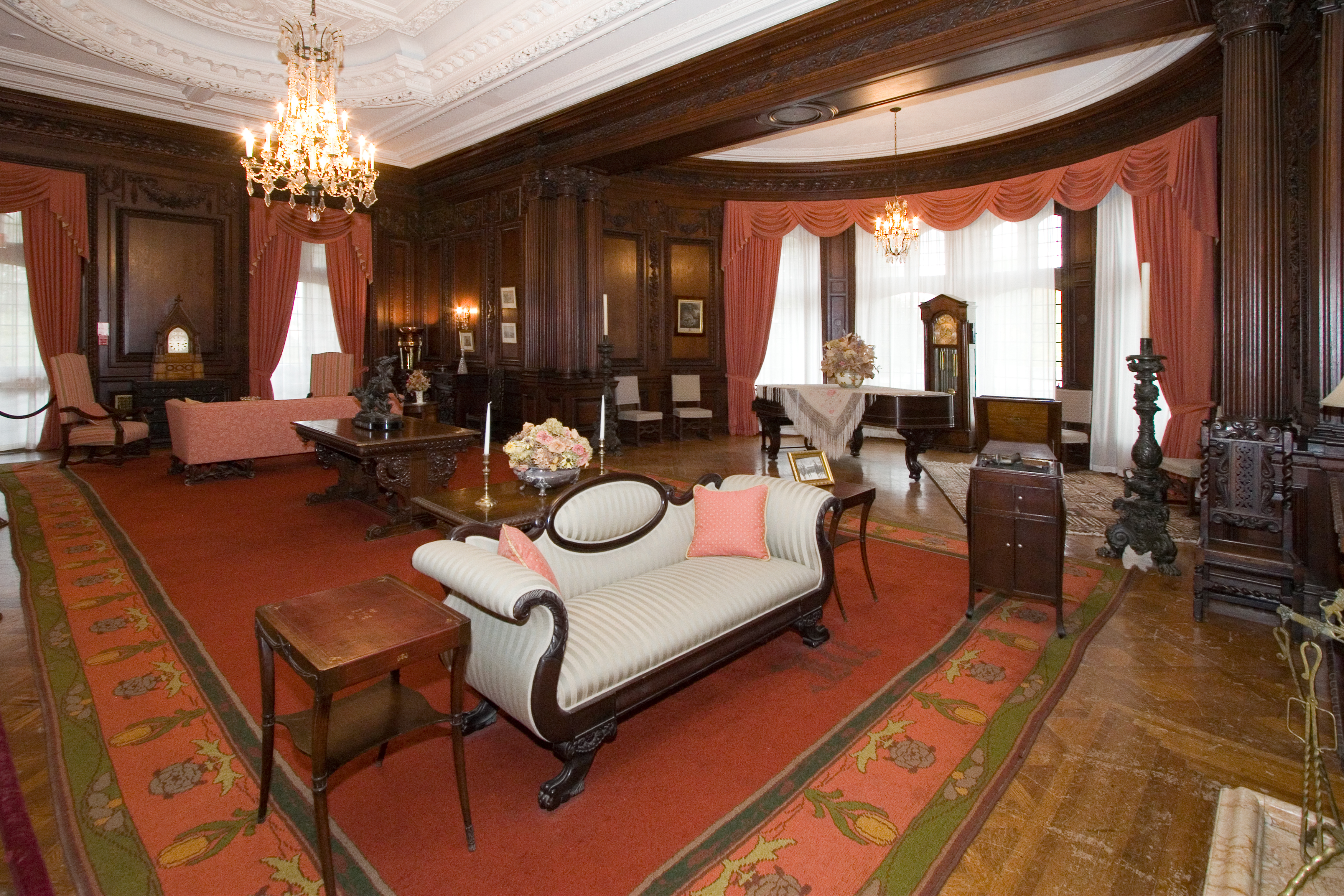
Le grand salon (2006)
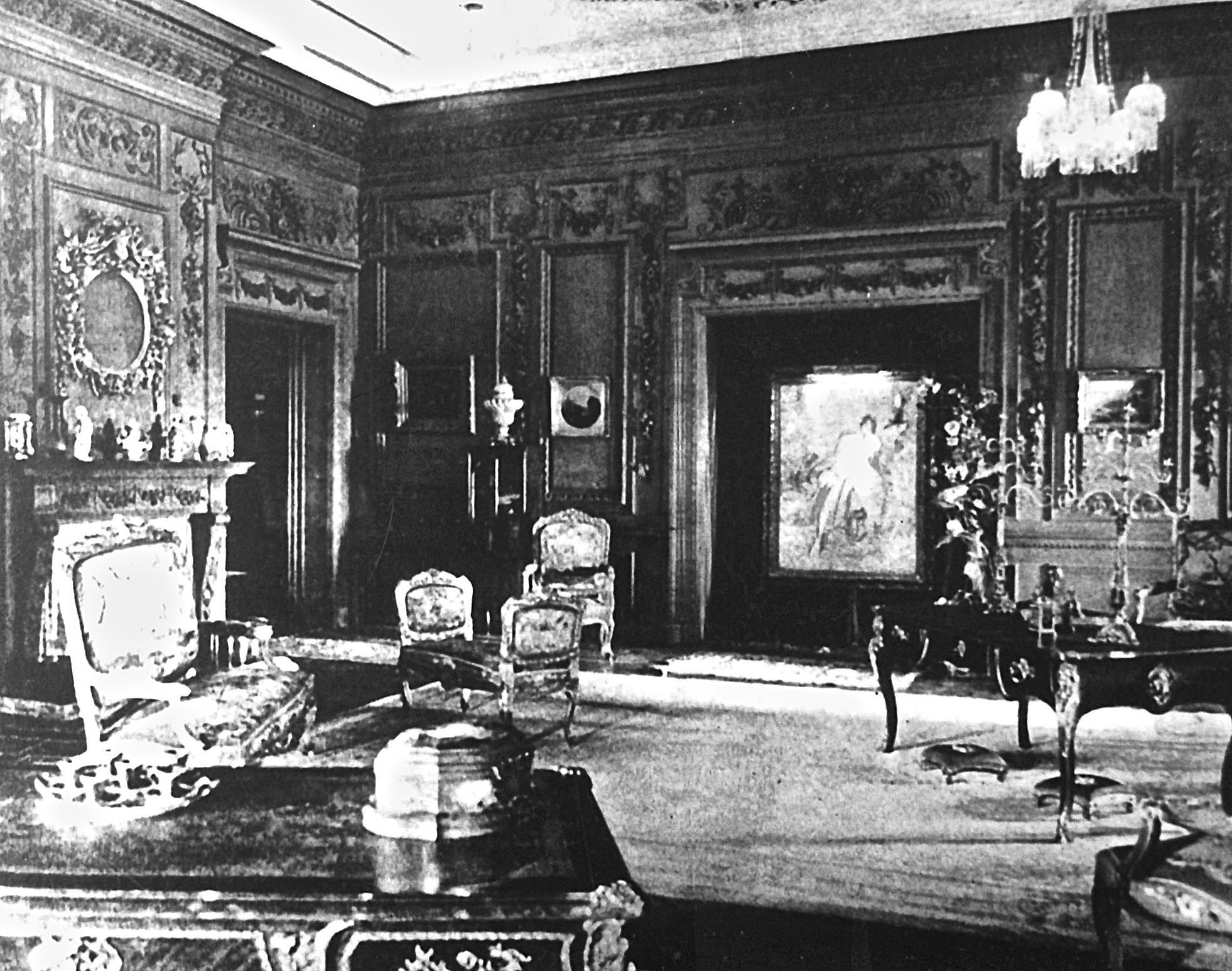
Le grand salon (1914 (?))

#### Premier étage
Selon les plans exécutés par l’architecte Edward James Lennox en septembre 1909, le premier étage comptait entre autres ces pièces : un escalier monumental, un couloir, le grand appartement de Sir Henry Pellatt (Sir Henry’s Suite) qui contient une grande chambre, un cabinet de toilette (Dressing room) et une salle de bains combinés, une garde-robe et un grand salon, le grand appartement de Lady Pellatt (Lady Pellatt’s Suite) qui contient une grande chambre, un cabinet de toilette (Dressing room) et une salle de bains combinés, un salon et une garde-robe, le grand appartement d’ami situé dans l’aile nord (Guest Suite) qui contient deux chambres à coucher, deux garde-robes et une salle de bains, un autre appartement d’ami situé au sud-ouest de la résidence (Guest Suite) qui contient une chambre à coucher, un salon, une garde-robe et une salle de bains, la salle de l’orgue avec une tribune des musiciens, une chambre à coucher, dite chambre ronde (Round Room) qui contient une salle de bains et une garde-robe, une chambre à coucher, dite chambre Windsor (Windsor Room), qui contient une salle de bains et une garde-robe et finalement, une lingerie (Linen room).

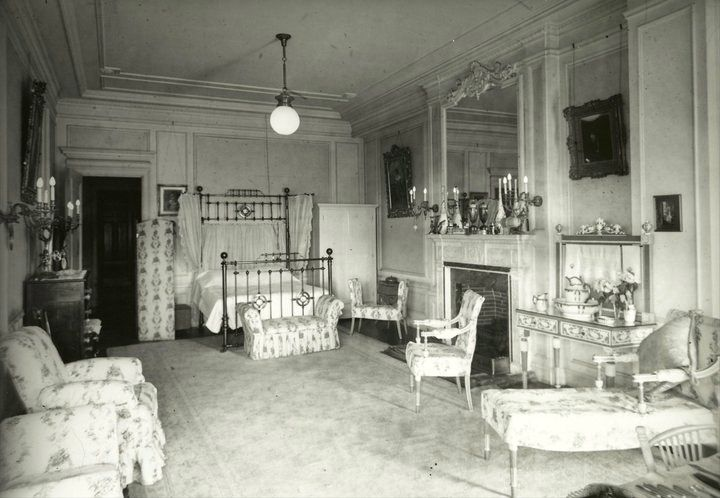
La chambre de Lady Pellatt (vers 1917)
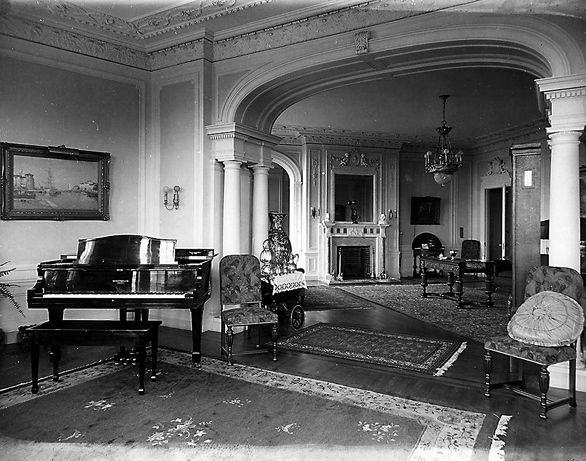
Le vivoir de Lady Pellatt (vers 1917)
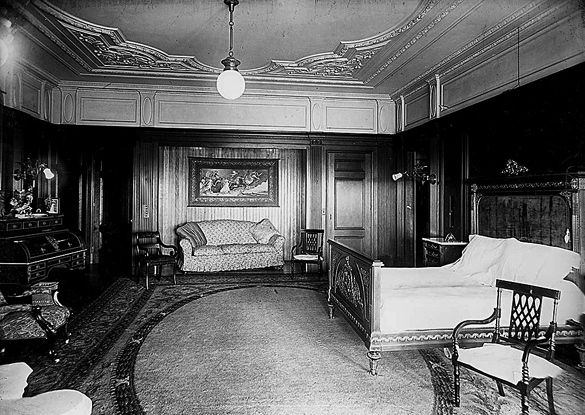
La chambre de Sir Henry Pellatt (vers 1917)
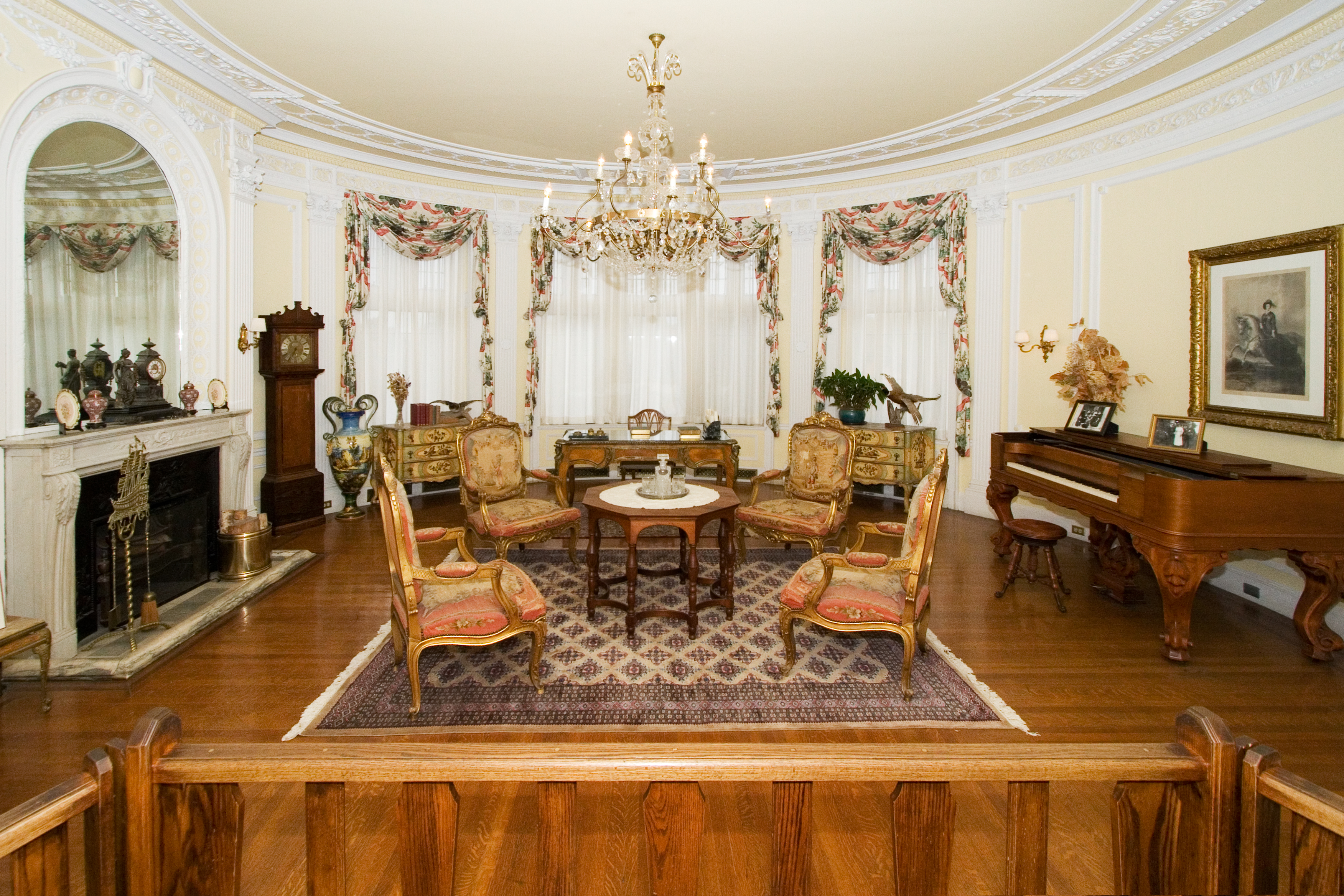
La chambre ronde (2006)

#### Second étage

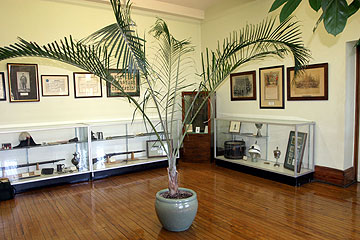
Musée des Fusiliers de la Reine du Canada

Le second étage compte de nos jours notamment ces pièces : un escalier menant à la tour principale, cinq salles dédiées au musée des Fusiliers de la Reine du Canada (Queen's Own Rifles Museum), une chambre pour domestique reconstituée (Servant’s Room), la salle du jardin (Garden Room) et la salle Kiwanis (Kiwanis Room),.

## Dépendances

### Quartier des domestiques
Le quartier des domestiques occupait autrefois toute l’aile nord de la résidence. Il est littéralement fusionné avec la maison, du moins, de son aspect extérieur. L’aile nord reprend en tout point le style architectural du bâtiment. Une entrée de la maison était autrefois réservée aux domestiques et différait de l’entrée principale. D’ailleurs, des escaliers intérieurs étaient prévus pour éviter que les domestiques aient à passer par les escaliers de la maison. La résidence employait autrefois environ 40 domestiques.
Selon les plans exécutés par l’architecte Edward James Lennox en septembre 1909, le sous-sol du quartier des domestiques comptait entre autres ces pièces : six entrepôts divers (Cellar) et deux escaliers de service.
Le rez-de-chaussée du quartier des domestiques comptait entre autres ces pièces : une entrée et hall d’entrée située au nord de l’aile nord, deux escaliers de service, un couloir, une garde-robe (Coats Pantry), une cuisine, une salle des fourneaux, (Bake Room), une arrière-cuisine (Scullery), trois garde-manger (Pantry ou closet), un office (principalement utilisée pour entreposer la vaisselle et l’argenterie)  (China Closet), une pièce pour les toilettes (Houserkeeper WC), une salle des gens (Servants Room), une salle des majordomes (Butlers room) et une salle des gouvernantes (Housekeepers room).
Le premier étage du quartier des domestiques comptait entre autres ces pièces : un escalier de service, quatre chambres à coucher pour domestique (Maid Bedroom), une chambre à coucher pour gouvernante (Housekeeper Bedroom) qui contient une salle de bains et une garde-robe, deux salles de bains, une lingerie (Maids Linen Room) et un salon pour domestique.

### Écurie

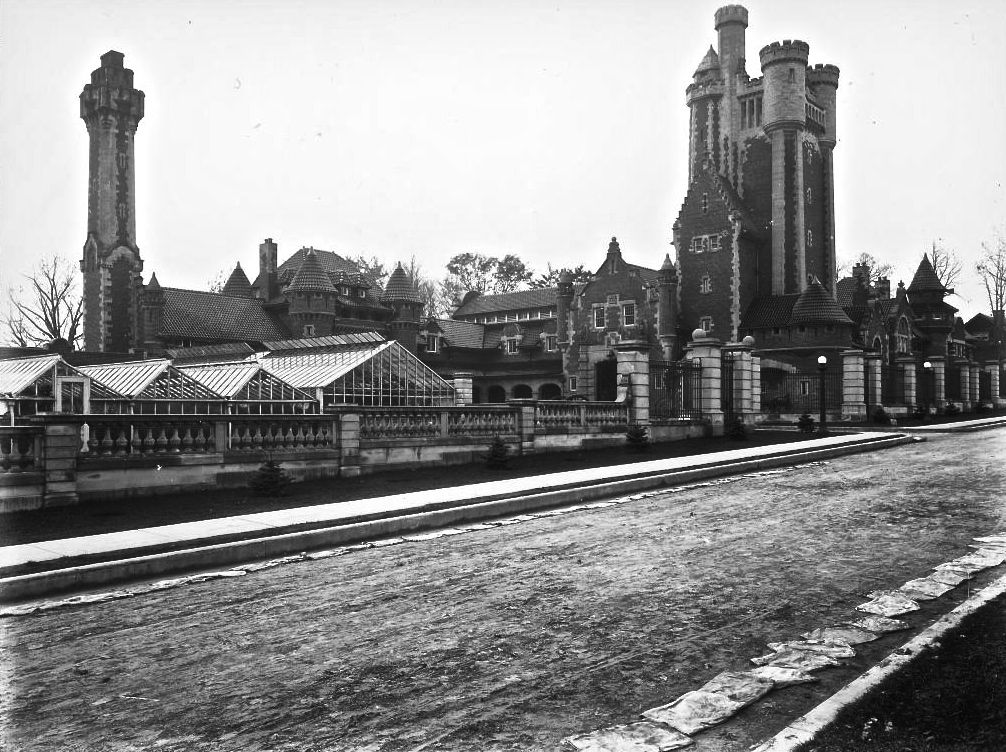
L'écurie et la serre (1911)

L’écurie de Casa Loma est probablement l’une des plus impressionnantes écuries d’origine privée du Canada, rivalisant avec l’écurie de Ravenscrag construite plus tôt en 1898. L’écurie, avec la remise, l’abri de jardin et la serre, fut parmi les premiers bâtiments conçus et réalisés en 1905 par l’architecte Edward James Lennox pour Sir Henry Pellatt. L’ensemble coûta à l’époque 250 000 $,.
L’écurie est liée à la résidence par un tunnel long d’environ 244 mètres (800 pieds) et enfoui à 2,44 mètres (8 pieds) sous terre. Elle s’étale sur deux niveaux (excluant la tour principale) pour une superficie de 407 mètres carrés (4 380 pieds carrés).
L’extérieur de l’écurie emprunte les mêmes styles architecturaux que la résidence. Quant à l’intérieur, l’architecte Lennox n’hésita pas à utiliser les plus riches matériaux : les stalles des chevaux furent réalisées à partir d’acajou importé d’Espagne et les murs et planchers furent recouverts de tuiles vernissées également importées d’Espagne. Le plancher est à chevrons nervurés pour éviter tout risque de glissement de la part des chevaux,. Aussi, chaque cheval avait son nom gravé sur une plaque installée dans sa stalle désignée,. Les fenêtres de l’écurie sont des fenêtres à la canadienne.
Lors de la Deuxième Guerre mondiale, l’ancienne écurie fut l’endroit d’un projet militaire britannique « top secret » : le projet ASDIC. ASDIC était un nouveau dispositif électronique inventé par les Britanniques leur permettant de détecter des sous-marins. Alors qu’il pleuvait des bombes sur l’Angleterre, l’amirauté britannique chercha un lieu pour leur permettre d’assembler le dispositif électronique sans interruption. L’amirauté désigna William Corman, un ingénieur torontois, à la tête du projet. Ce dernier demanda secrètement au président du club, Bill Bothwell, d’accepter de loger secrètement dans l’écurie l’usine d’assemblage. Il accepta. Toutes les pièces d’assemblage arrivaient par camion dans des sacs de lait, de pain ou de farine. Environ une vingtaine de personnes  y travaillèrent.

### Remise
La remise (Carriage House, aussi connue sous le nom de Hunting Lodge), construite en 1905 par l’architecte Edward James Lennox, est l’endroit où l’on entreposait les calèches et les véhicules motorisés. La conception du plancher fut prévue en conséquence : il s’agit d’un plancher d’environ 0,36 mètre (14 pouces) de béton armé. Il présente depuis 2014 une collection de voiture du début du XXe siècle.

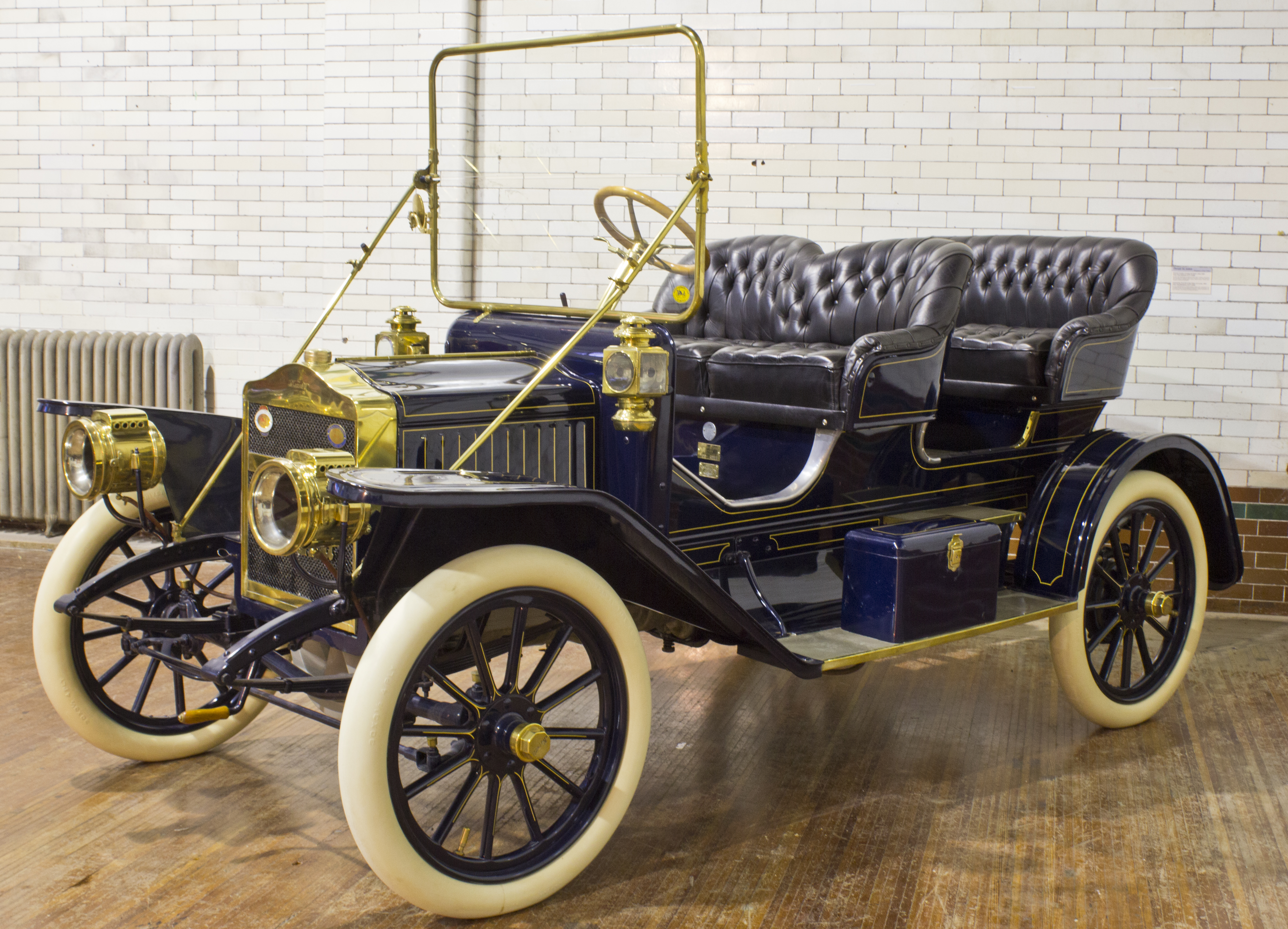
Voiture Maxwell, modèle Q Standard (1910)
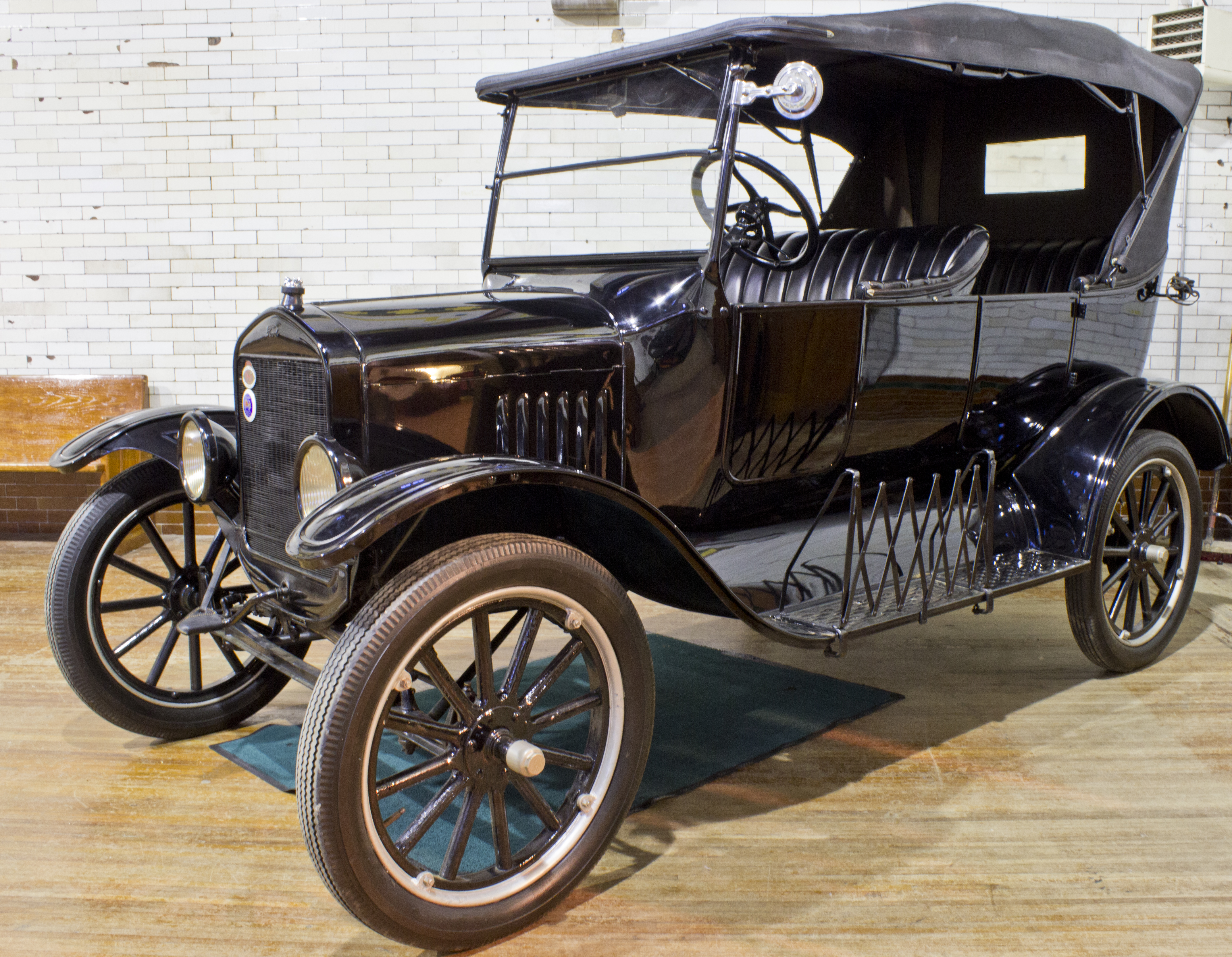
Voiture Ford, modèle T (1914)
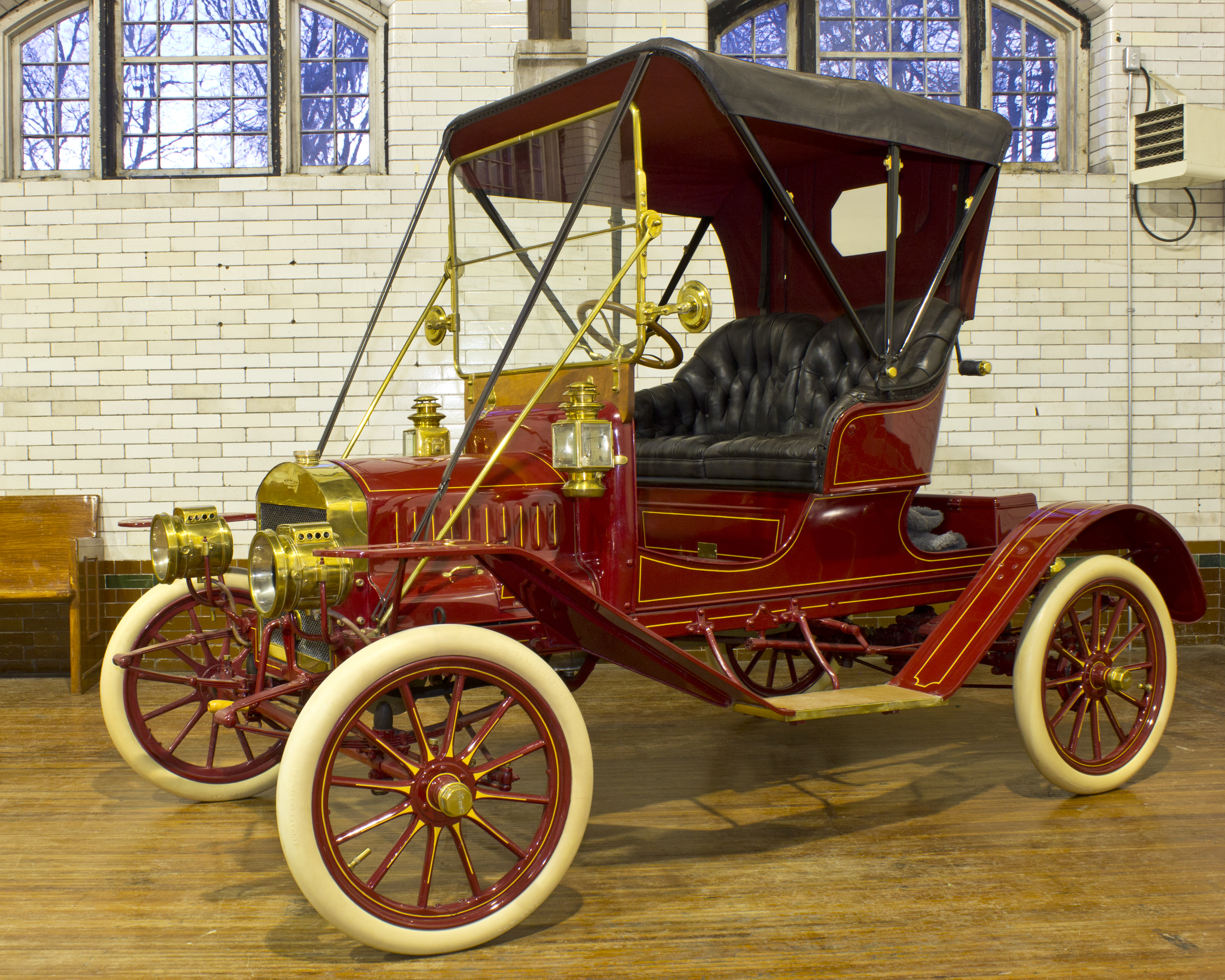
Voiture Maxwell, modèle Q Standard (1910)
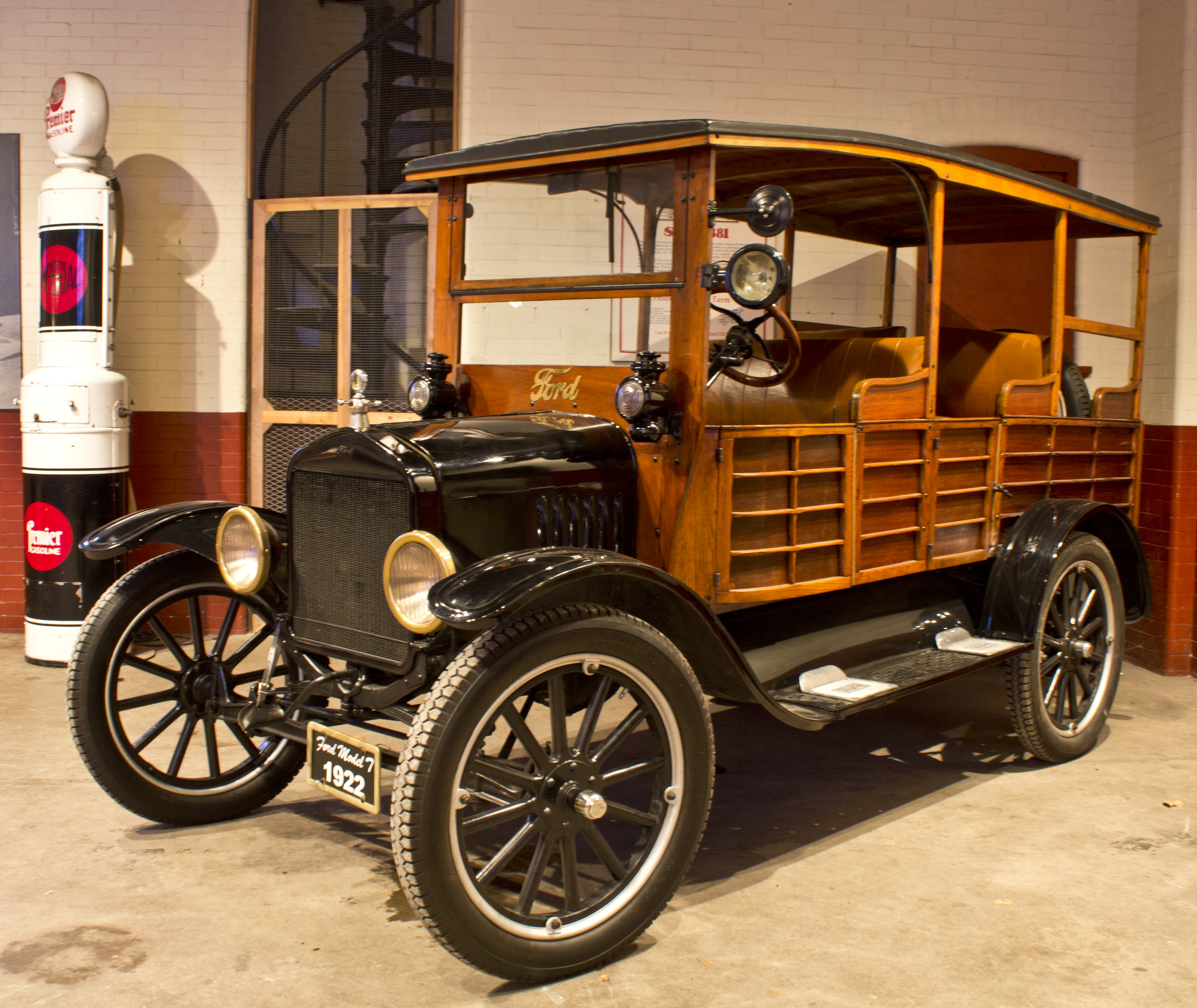
Voiture Ford, modèle T Woody (1922)
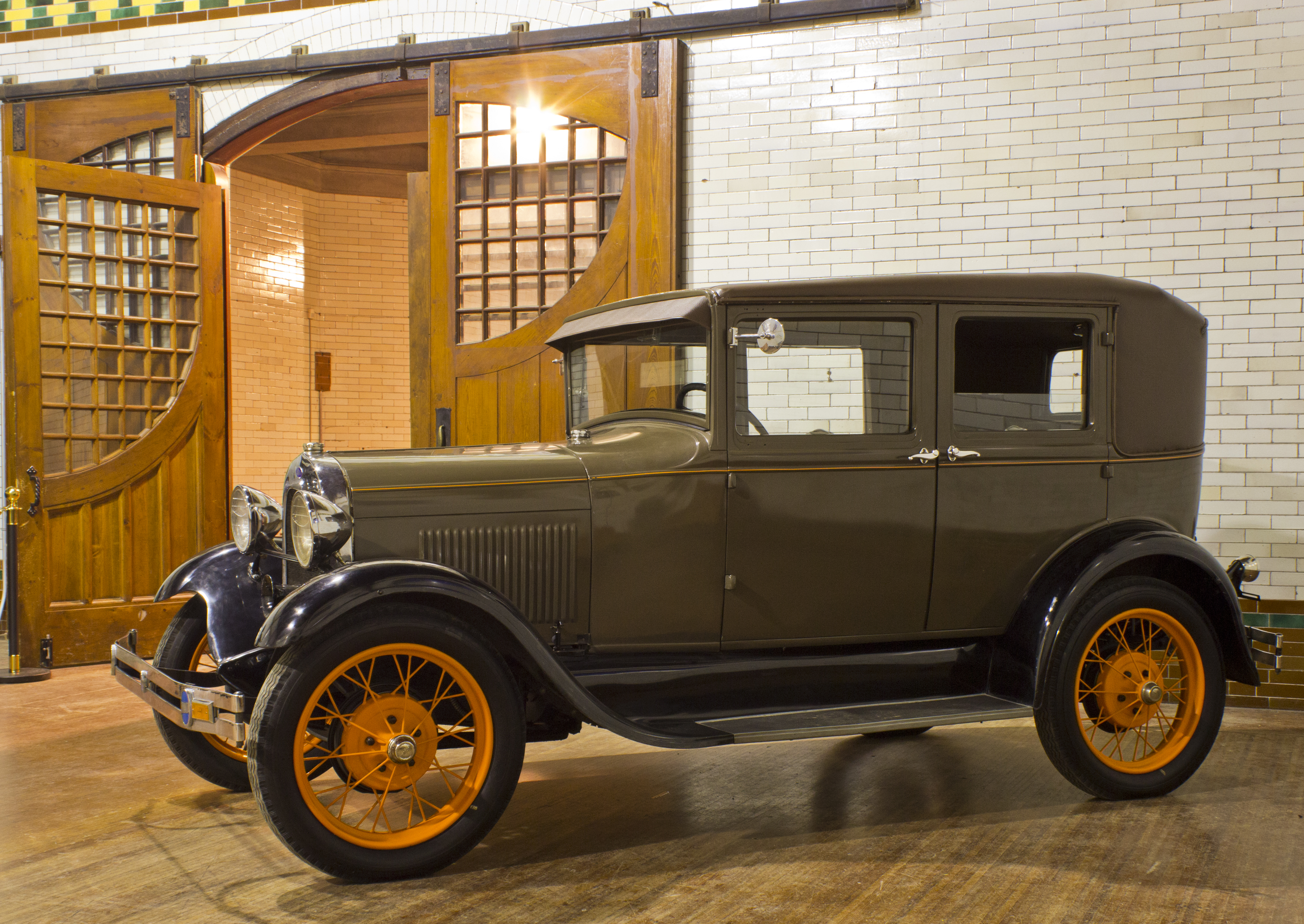
Voiture Ford, modèle A (1929)

### Serre

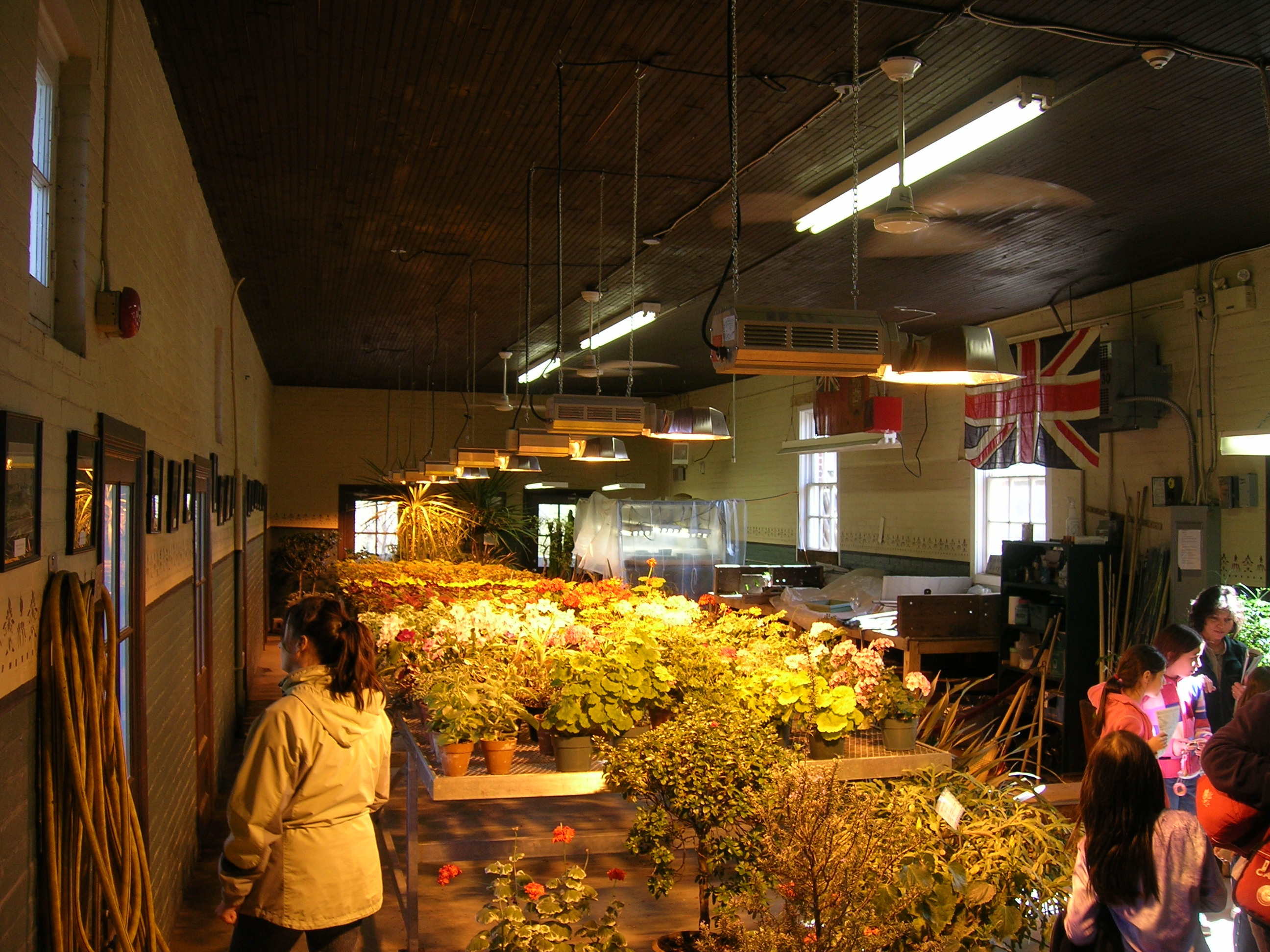
L’abri de jardin (2006)

La serre (Greenhouse), construite également en 1905 par l’architecte Edward James Lennox, avait une superficie d’environ 2 023 mètres carrés. Elle se trouvait au sud de l’écurie et était liée directement à l’abri de jardin. On y faisait pousser une large variété de plantes d’intérieur ou d’extérieur.
Cette serre fut détruite dans les années 1930 et remplacée par un petit parc, le Casa Loma Parkette.

### Abri de jardin
L’abri de jardin (Potting Shed), construit également en 1905 par l’architecte Lennox, se trouve au sud de l’écurie et était autrefois relié directement à l’ancienne serre, avant que cette dernière ne soit détruite dans les années 1930. Cet abri de jardin est toujours utilisé de nos jours par les jardiniers de la résidence.

### Fermette
À l’époque de Sir Henry Pellatt, une petite ferme ou fermette était aménagée sur le domaine afin d’approvisionner Casa Loma en produit frais. Il y avait des bernaches du Canada, des faisans, des hiboux, des volailles, une vache, un wapiti et plusieurs cerfs. Cette fermette n’existe plus de nos jours.

## Parc ou jardin
Le parc ou jardin de Casa Loma était destiné à l’époque de sa conception à mettre en valeur la résidence. Lorsque la famille Pellatt abandonna la résidence définitivement en 1923, le jardin ne fut plus entretenu et devint méconnaissable.
En 1987, le club de jardinage de Toronto (Garden Club of Toronto) entreprit le projet de remettre une partie du jardin dans son état originel. Avec l’aide financière de la Ville de Toronto et du Kiwanis Club of West Toronto, près de vingt-quatre volontaires du club de jardinage (toutes des femmes bénévoles) et des architectes-paysagistes s’engagèrent à la restauration du jardin pendant près de cinq ans. Le jardin n’a pas subi de modification majeure depuis et est ouvert au grand public.
Une partie du jardin d’origine n’existe plus de nos jours, puisque remplacée par une aire de stationnement. Le jardin occupe à notre époque une superficie d’environ 20 234 mètres carrés. Le jardin est composé principalement d’un jardin à la française, d’un jardin à l’anglaise ainsi que d’un petit jardin appelé « jardin secret ».
Le jardin à la française est caractérisé par sa symétrie et par l’utilisation de parterre de fleurs. Il est situé en contrebas de la terrasse extérieure et met en valeur l’architecture du bâtiment.
Le jardin à l’anglaise est plutôt caractérisé par de petites allées sinueuses s’ouvrant sur des points de vue « pittoresque ». Il existe cinq sections à ce jardin : le chemin boisé (Woodland Walk), le jardin d’eau (Water Garden), le jardin des prés (Meadow Garden), le vallon de rhododendron (Rhododendron Dell) et le jardin de fleurs du printemps des bois (Spring Woodland Garden).
Le parc était à l’origine également l’endroit où se tenaient de nombreux divertissements et rassemblement durant l’été.

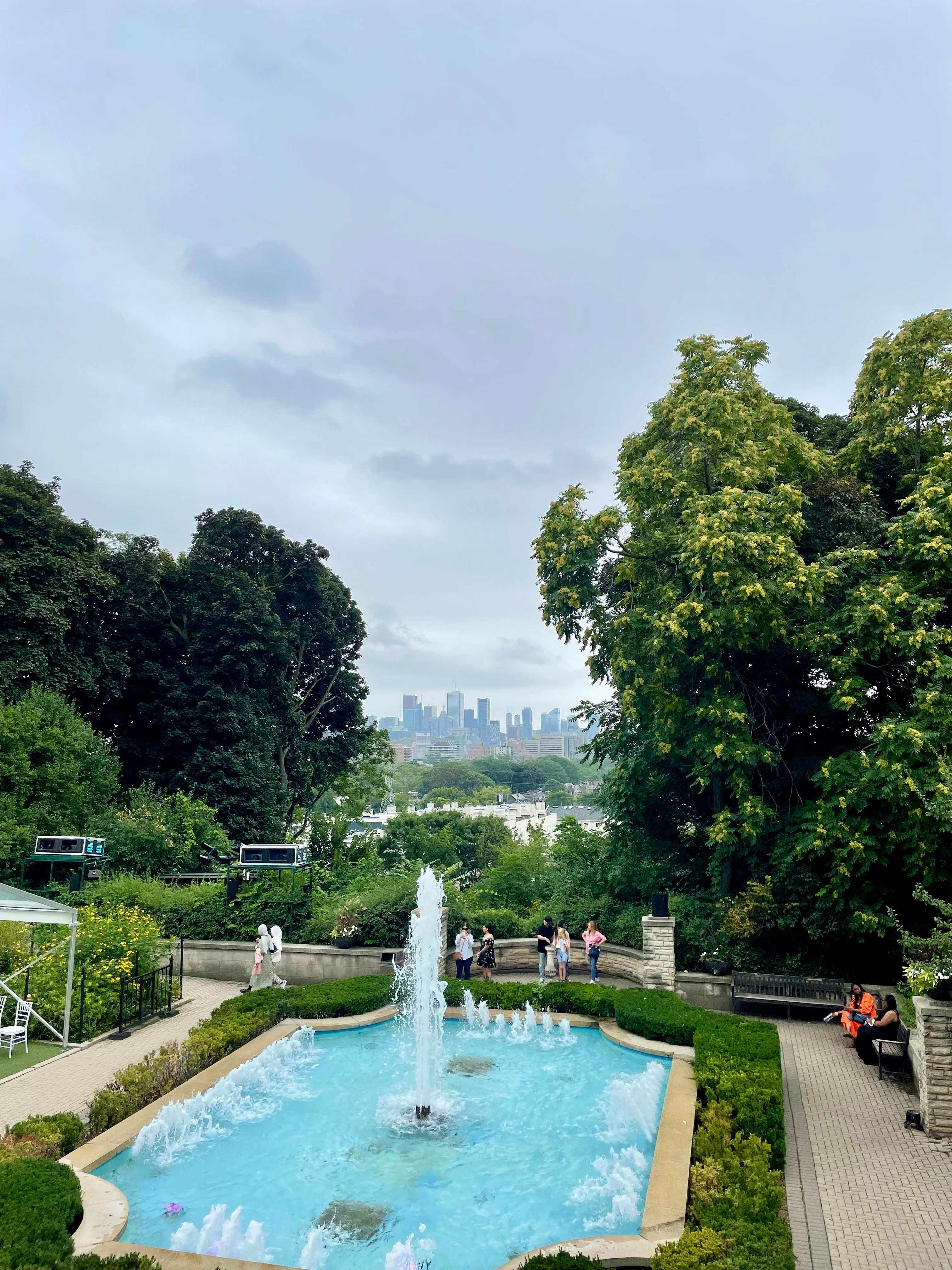
Fontaine et vue sur Toronto (2023)

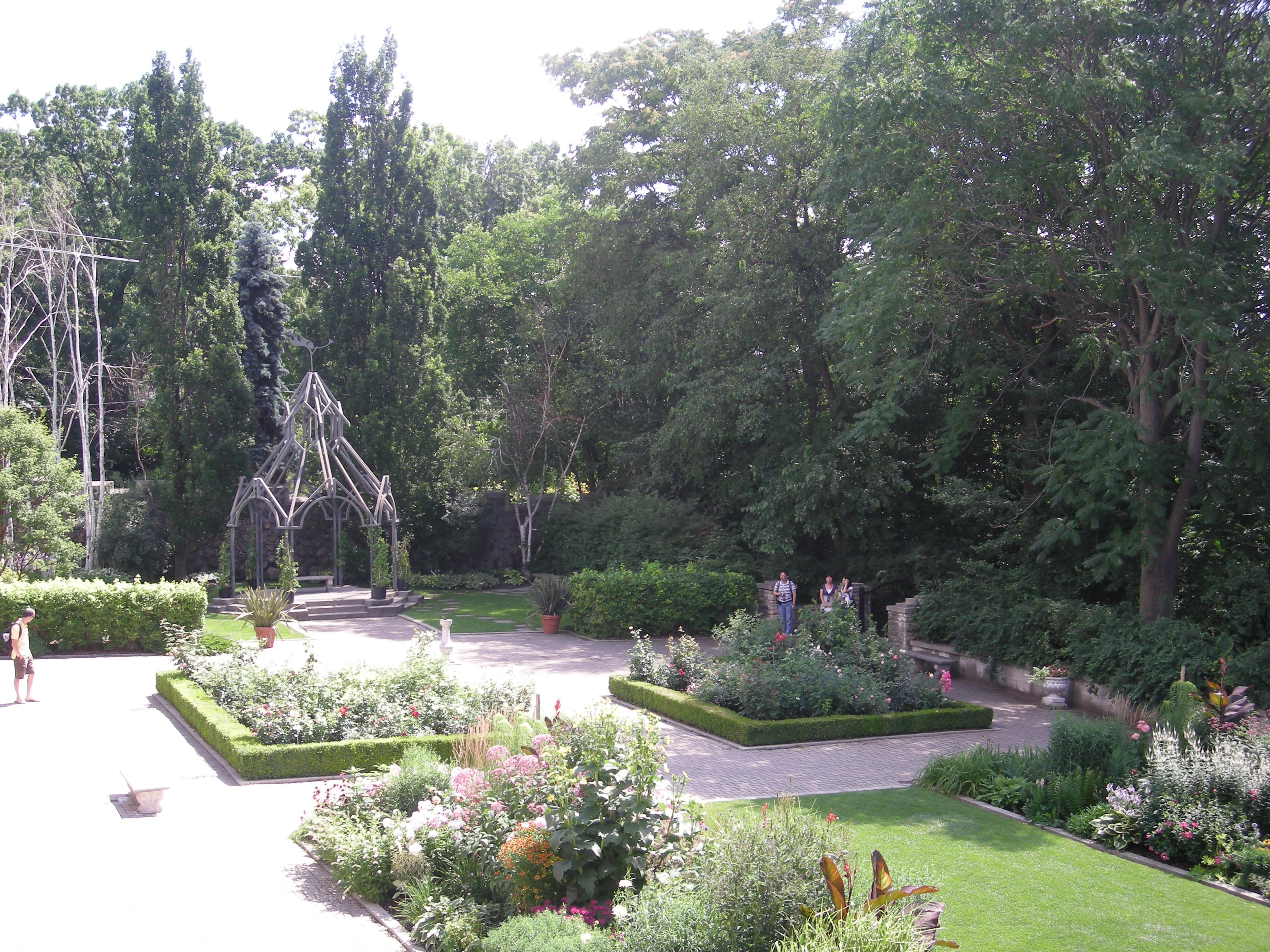
Le jardin à la française (2010)
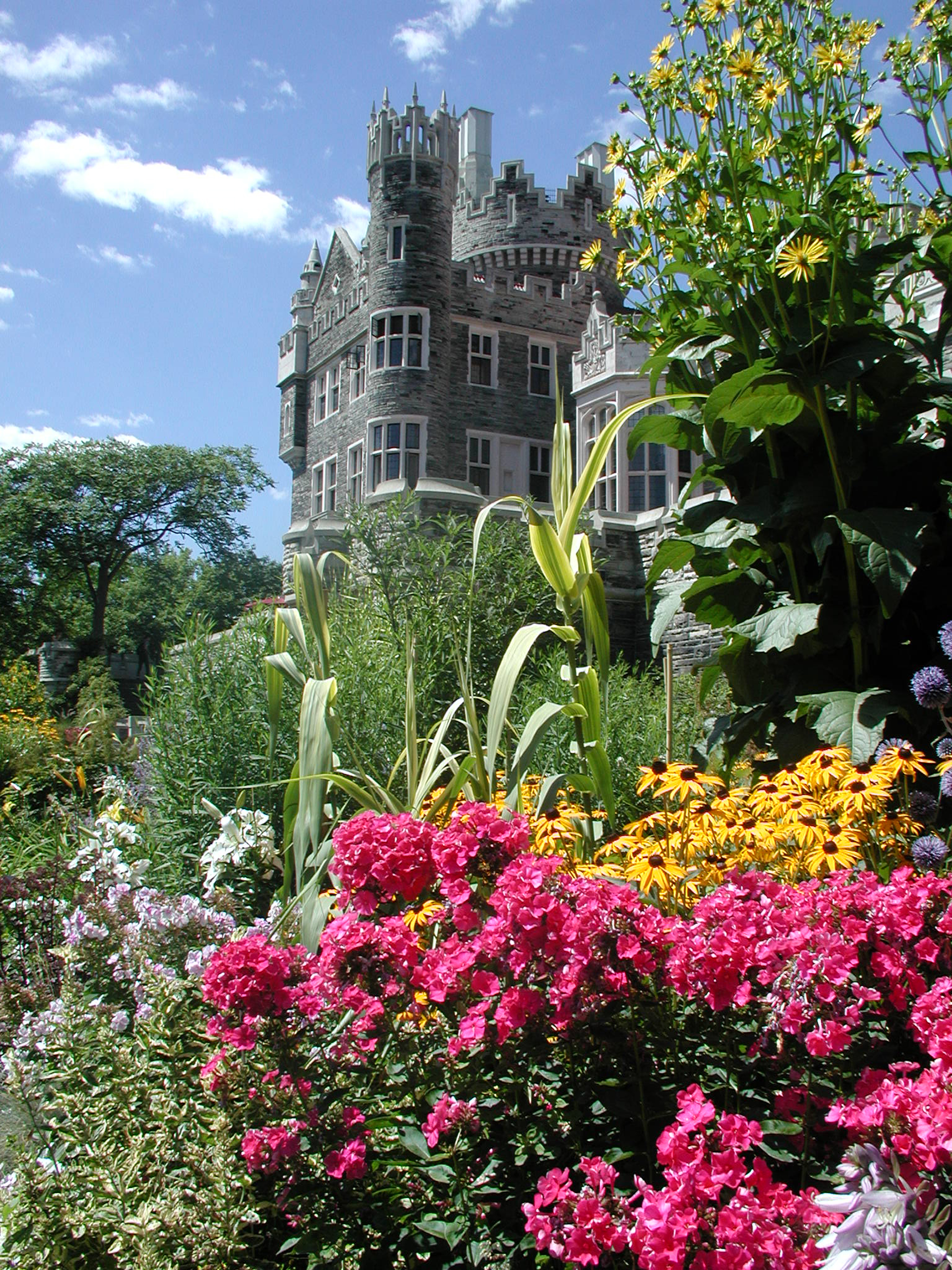
Fleurs du jardin à la française
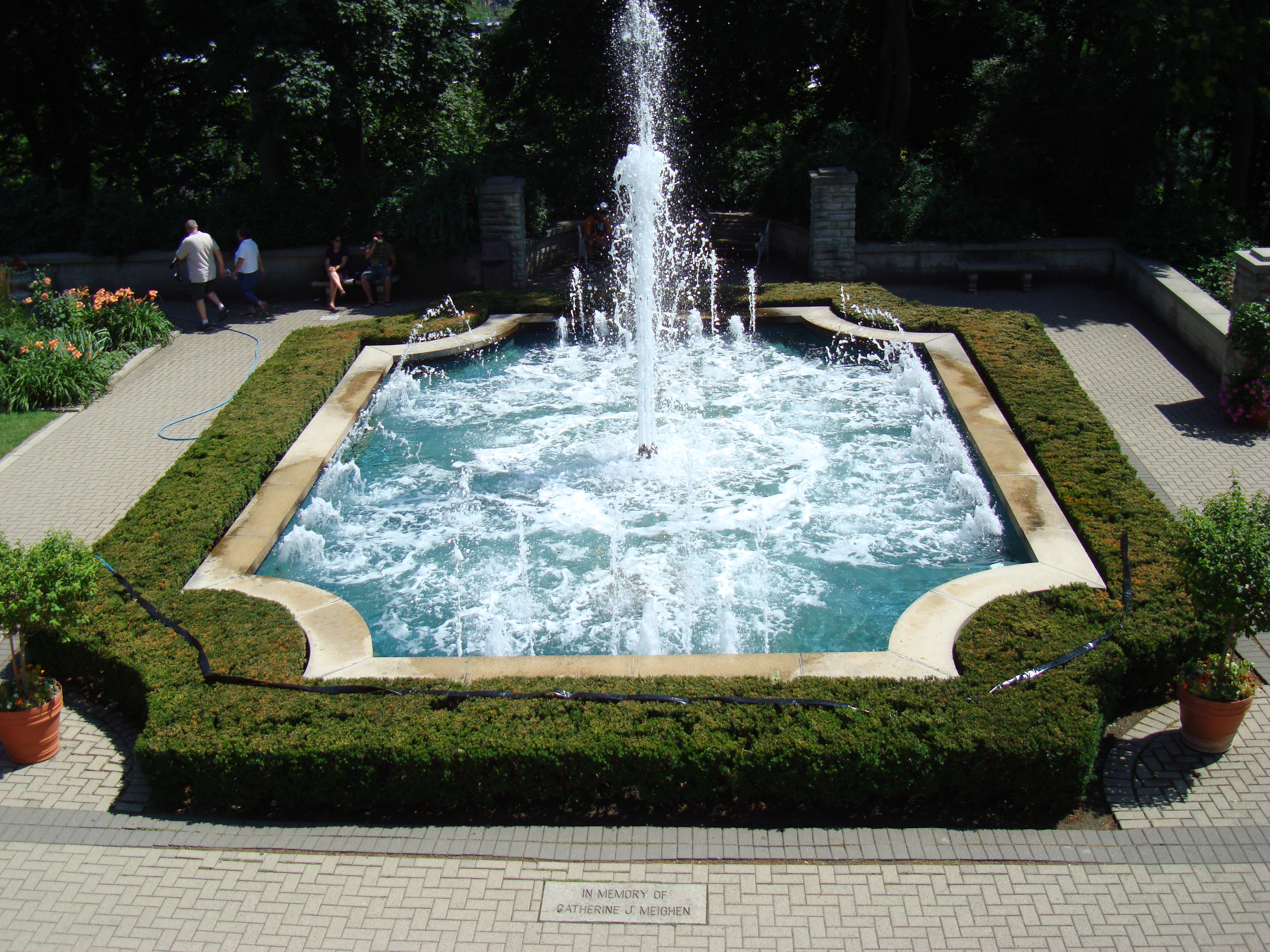
La fontaine (2010)
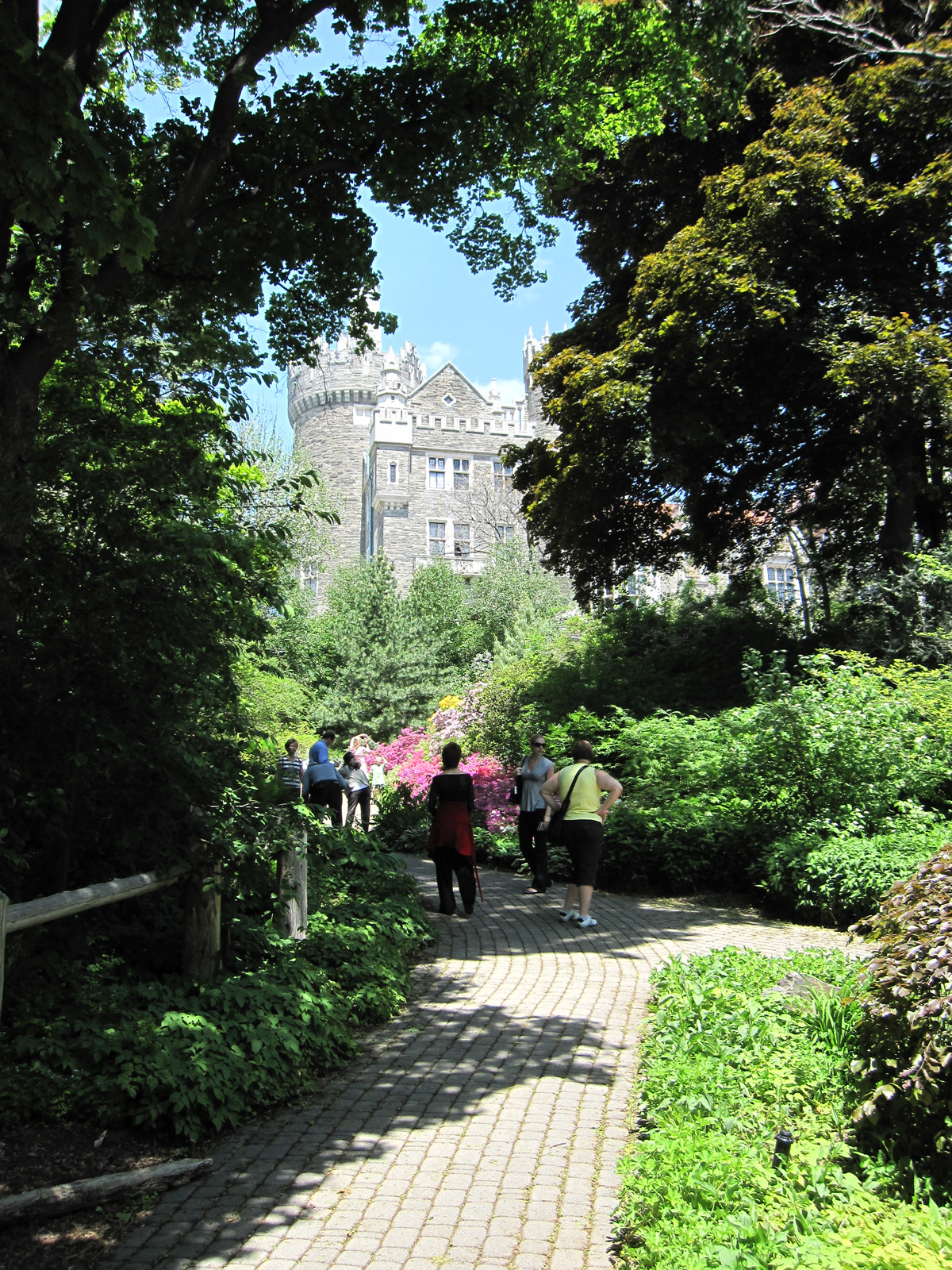
Une allée du jardin à l’anglaise (2010)

## La maison et les arts

### La maison et la littérature
Casa Loma fut à maintes reprises représentée dans la littérature. L’auteur Bryan Lee O’Malley représenta la résidence dans sa série de bande dessinée Scott Pilgrim. L’auteur Eric Wilson utilisa aussi Casa Loma en 1980 dans son roman jeunesse The Lost Treasure of Casa Loma.
Le poète canadien Dennis Lee mentionna Casa Loma dans son poème pour enfants créé vers 1970 : Wiggle to the Laundromat.

### La maison au petit et grand écran
L’ancien hôtel particulier fut également utilisé comme lieu de tournage dans de nombreux films et téléséries. Parmi les films, la maison fut utilisée dans X-Men, Strange Brew, Chicago, Le Smoking, Scott Pilgrim vs le monde, Warehouse 13, Des amours de sœurcières 2 et dans Le Pacificateur. La maison servit également dans le film « A Night In Terror Tower », une adaptation de la télésérie Chair de poule.
La maison fut également un lieu de tournage dans les téléséries Titans et dans Les Vies rêvées d'Erica Strange. Dans cette dernière, Casa Loma devient lieu de travail du personnage d’Erica Strange lors de l’épisode Mi Casa, Su Casa Loma. La télésérie Hemlock Grove, le film The Mortal Instruments : La Cité des ténèbres et le téléfilm The Rocky Horror Picture Show: Let's Do the Time Warp Again furent également tournées à la résidence.
Casa Loma apparut aussi dans la biographie documentaire de Sir Henry Pellatt intitulée « The Pellatt Newsreel: the Man who Built Casa Loma » produite par The Biography Channel. Ce documentaire avait par ailleurs été sélectionné au Prix Gemini dans la catégorie de Meilleure biographie documentaire en 2009.